# Figuren aus One Piece
Die Figuren aus One Piece, einer japanischen Mangaserie, sind in erster Linie Mitglieder der Strohhut-Piratenbande, andere Piraten sowie Angehörige der Marine. Oftmals spielen aber auch andere Charaktere für einen gewissen Handlungsabschnitt eine wichtige Rolle. Manche Figuren kommen auch über einen längeren Zeitraum nicht vor, bevor sie wieder Teil der Handlung werden.
Unter dem deutschen Namen ist der Name in japanischen Schriftzeichen, die zugehörige Transkription und falls bekannt das Alter der Figur angegeben.

## Die Strohhut-Bande

### Monkey D. Ruffy
モンキー・D・ルフィ  Monkī Dī Rufi   19 Jahre
Ruffy, auch „Strohhut“ genannt, ist der Kapitän der Strohhutbande und ein Kaiser der Meere. Sein großer Traum ist es, das One Piece, einen sagenumwobenen Schatz, zu finden und damit König der Piraten zu werden. Er hat als Kind von der Mensch-Mensch-Frucht Modell: Nika gegessen und besitzt damit einen dehnbaren Gummikörper und kann so auch seine Umgebung in Gummi verwandeln. Dies macht ihn auch immun gegen Schusswaffen mit festen Projektilen sowie gegen Elektrizität. Sein größtes Vorbild ist der Rote Shanks, von dem er seinen Strohhut als Zeichen der Anerkennung erhalten hat. Dieser Hut ist für Ruffy so etwas wie ein persönlicher Schatz, der außer von ihm nur von engen Freunden berührt werden darf. Sein aktuelles Kopfgeld beträgt 3 Milliarden Berry. Ruffy stammt aus dem Königreich Goa im Eastblue und ist zunächst in Fuusha (zu Deutsch Windmühlendorf) aufgewachsen und wurde, nachdem er seinen Strohhut erhalten hatte, von seinem Großvater Monkey D. Garp zu Bergräubern auf den Berg Corvo gegeben, wo er bis zu seinem Aufbruch ins Piratenabenteuer lebte.
Ruffy erscheint auf den ersten Blick immer lebhaft, sorg- und ziellos und sehr neugierig. Findet er aber ein Ziel, lässt er es nicht mehr aus den Augen und gibt keinesfalls auf. Diese Eigenschaft hat er von seinem Großvater, dem Ex-Marine-Vizeadmiral Monkey D. Garp, der ihn mit strenger Hand erzog und dabei sogar in Lebensgefahr brachte, in der Hoffnung aus Ruffy einen besonders starken Marinesoldaten zu machen. Zu seiner Familie gehören außerdem sein Vater Monkey D. Dragon, der Anführer der Revolutionsarmee und damit zugleich auch der meistgesuchte Mann der Welt, seine Ziehmutter Kali Dadan, Anführerin einer Bergräuber-Bande und seine Ziehbrüder Portgas D. Ace, der ehemalige Kommandant der zweiten Division der Whitebeard-Piratenbande und Sabo, taktischer Kommandant in der Revolutionsarmee. Ruffy hat einen besonderen Appetit und liebt Fleisch und Essen von Sanji. Darüber hinaus lässt er sich schnell für ein Abenteuer begeistern, ohne groß darüber nachzudenken, dass es unter Umständen sehr schwierig wird. Erkennt Ruffy eine Form der Ungerechtigkeit oder eines ungerechtfertigten Kampfes, die ihm zuwider ist, greift er in den Kampf ein und hilft damit den Unterdrückten, weswegen viele von ihnen Ruffy als Held ansehen, obwohl dieser das nicht sein will. Selbst im Davy-Back-Fight gegen die Foxy-Piratenbande lässt Ruffy sich nicht zu Ungerechtigkeiten hinreißen, obwohl Foxy nicht fair kämpft und gegen alle Regeln verstößt.
In den zwei Jahren nach der großen Schlacht von Marineford trainierte Ruffy seine Fähigkeiten, um den Herausforderungen auf dem zweiten Teil der Grandline, der Neuen Welt, gewachsen zu sein. Dazu begab er sich zusammen mit Silvers Rayleigh, dem ehemaligen Vize-Kapitän der Piratenbande von Gol D. Roger, auf die Insel Rusukaina, um dort von ihm die Grundlagen des Haki zu erlernen. Nachdem zweijährigen Zeitsprung beherrscht Ruffy alle drei Hakiarten (Observationshaki, Rüstungshaki und das Königshaki). Nachdem Ruffy und seine Allianz die beiden vorherigen Kaiser Big Mom und Kaido auf Wa No Kuni besiegten, wurde er einer deren Nachfolger. Der riesige Elefant Zou erkannte in Ruffy die Reinkarnation des mysteriösen Joy Boy, der für das One Piece eine wichtige Rolle zu spielen schien.

### Lorenor Zorro
ロロノア・ゾロ  Roronoa Zoro   21 Jahre
Zorro, auch „Piratenjäger“ genannt, ist ein ehemaliger Kopfgeldjäger und schwört als Erster Ruffy seine Treue. Er hat das Ziel, der beste Schwertkämpfer der Welt zu werden, wobei ihn der Schwur gegenüber seiner verstorbenen Rivalin Kuina antreibt, die er nie im Kampf schlagen konnte. Um dieses Ziel zu erreichen, trainiert er sehr hart, um den aktuell besten Schwertkämpfer, den Samurai der Meere Mihawk „Falkenauge“ Dulacre, besiegen zu können. Sein aktuelles Kopfgeld beträgt 320 Millionen Berry. Zorro stammt aus dem Dorf Shimotsuki, wo auch das Dōjō beheimatet ist, in dem er die Kunst des Schwertkampfes erlernte.
Dabei ist er der einzige bekannte Schwertkämpfer, der gleichzeitig mit drei Schwertern kämpft, was ihm einen gewissen legendären Ruf beschert hat. Sein bekanntestes Schwert ist das Wado-Ichi-Monji, welches er von Kuina erbte. Später erhielt er in Lougetown das Kitetsu der dritten Generation, welches verflucht ist, Zorro aber dennoch gehorcht. Lange Zeit führte er das Yubashili mit sich, das er wie das Kitetsu der dritten Generation in Lougetown geschenkt bekam, in Enies Lobby aber zerstört wurde und nun auf der Thriller Bark vergraben ist. Dort bekam Zorro auch als Ersatz das Shuusui von Samurai Ryuma. Auf Bitten der Bewohner von Ryumas Heimatinsel Wa No Kuni, gab Zorro ihnen das für sie so geliebte Schwert zurück und bekam dafür das Königsschwert Enma, in welchem eine noch größere Macht steckt.
Zorro ähnelt in gewisser Hinsicht seinem Kapitän, was die Willensstärke angeht. Allerdings ist er kritischer, was die einzelnen Mitglieder der Bande betrifft, und legt großen Wert auf Loyalität. So verlangte er, dass sich Lysop, der zwischenzeitlich wegen des Streits um die Flying Lamb die Bande verlassen hatte, zur endgültigen Wiederaufnahme erst eindeutig sich bei Ruffy entschuldige. Zorros größtes Problem ist sein schlechter Orientierungssinn, der oft zu unfreiwillig komischen Situationen führt. Außerdem trinkt er gerne Alkohol. Zudem pflegen er und Sanji eine mal freundschaftlich, mal herausfordernd-hitzköpfig wirkende Rivalität miteinander.
Zorro landete auf der Insel Kuraigana. Dort wurde er von seinem Konkurrenten Falkenauge trainiert.
Eiichiro Oda konzipierte Zorro zuerst als Mitglied von Buggys Bande, doch er entschied sich kurzfristig anders.

### Nami
ナミ   Nami   20 Jahre
Nami, auch „Diebische Katze“ genannt, ist die Navigatorin und Kartografin der Mannschaft, bezeichnet sich anfangs aber als auf Piraten spezialisierte Diebin. Hintergrund ist dabei ihre Vereinbarung mit dem Fischmenschen Arlong, von dem sie ihr Heimatdorf zurückkaufen wollte. Nami sieht in der Reise mit den Strohhüten zunächst nur eine Zweckgemeinschaft. Doch als Ruffy Arlong besiegt, der ihre Heimatinsel Konomi, sowie ihren Wohnort Kokos terrorisierte und ihre Adoptivmutter Bellemere ermordete, schließt sie sich endgültig der Strohhutbande an. Nami hat zudem eine Adoptivschwester namens Nojiko. Woher die beiden kommen, wissen sie nicht. Sie stammen von einer Insel, die von Piraten überfallen und zerstört wurde. Bellemere, zu dem Zeitpunkt Marinesoldatin, fand beide, als Nami noch ein Baby war, und adoptierte sie.
Nami ist sehr temperamentvoll und liebt nichts mehr als ihre Orangen und Schätze. Ihr Traum ist es, einmal eine perfekte Weltkarte zu zeichnen. Zudem besitzt sie einen modischen Geschmack und kleidet sich häufig sehr freizügig. Ihre Körpermaße betragen 95–55–85. Außerdem hat sie eine Tätowierung am linken Oberarm, die eine Windmühle mit einer Orange darstellen soll. Die Inspiration dazu hatte sie von Genzo, dem Polizisten von Kokos, der eine Windmühle auf dem Kopf trug, um Nami als Baby zum Lachen zu bringen. Dieses Tattoo befindet sich über einer Narbe, die durch ein vorheriges Tattoo der Arlong-Bande verursacht wurde. Ihr aktuelles Kopfgeld beträgt 66 Millionen Berry.
Namis Waffe ist der so genannte Klima-Taktstock, eine dreiteilige Waffe, die Nami an den Beinen trägt, wenn sie diese nicht nutzt. Jedes dieser Teile erzeugt eine spezielle Blase, die je nach Teil Hitze, Kälte oder Elektrizität freigeben. Diese Waffe und Namis navigatorisches Wissen über das Wetter bilden somit den Kern ihres Kampfstils, da sie so in der Lage ist, das Wetter im Umkreis maßgeblich zu beeinflussen und zu kontrollieren. Dank des Elektrizitätsstabes kann sie sogar Gewitter auslösen, deren Blitze die Gegner schwächen oder gar kampfunfähig machen sollen. Erfunden und produziert wurde der Klima-Taktstock von Lysop, der ihn ursprünglich als Spielerei für Partys konzipierte und nach dem Abenteuer auf Skypia mit Dials verstärkte. Erstmals nutzt Nami den Klima-Taktstock auf Alabasta im Kampf gegen Miss Doublefinger.
Ein Update sind die Windknoten, mit denen Nami den Klima-Taktstock verstärken will und dafür auf Weatheria zwei Jahre trainierte.

### Lysop
ウソップ  Usoppu   19 Jahre
Lysop, der sich gerne selbst als Kapitän bezeichnet, ist in Wirklichkeit Schütze und Waffenspezialist der Crew und vor Frankys Eintritt in die Bande der Schiffszimmermann. Lysop ist oftmals ein Feigling und Lügner, trotzdem kann man sich in brenzligen Situationen auf ihn verlassen. Er stammt aus dem Dorf Syrop im Eastblue, wo er zum Teil alleine aufwuchs, nachdem sein Vater als Pirat ausgezogen und seine Mutter an einer Krankheit verstorben war. Nach dem Tod seiner Mutter begann er das Lügen, da es ihm diesen Verlust erträglicher machte. Sein Ziel ist es, ein tapferer Krieger der Meere und später auch der beste Schütze der Welt zu werden. Lysops Vorbilder sind sein Vater Yasopp, der Mitglied in der Bande des Roten Shanks ist, sowie die Riesen von Elban. Genau wie sein Vater besitzt auch Lysop sehr gute Augen und trifft fast immer sein Ziel. Anders als Yasopp, der Pistolen benutzt, benutzt Lysop aber lieber seine Schleuder, um seine Gegner außer Gefecht zu setzen, für die er eine sehr große Sammlung von verschiedenen Geschossen hat.
Auf Water Seven trennt er sich für kurze Zeit von der Crew, weil sie die Flying Lamb, ihr altes Schiff, die zu stark beschädigt war, um noch repariert zu werden nicht behalten können. Doch nach dem Abenteuer auf Enies Lobby, an dem Lysop als „Sogeking, der König der Scharfschützen“ teilnahm, stieß er wieder zu der Gruppe und segelte mit ihnen auf ihrem neuen Schiff weiter.
Lysop ist ein sehr geschickter Handwerker und Künstler. Er war es, der den Jolly Roger auf das Segel der Flying Lamb auftrug und der Bande somit ein Symbol gab. Außerdem produziert er seine Munition selbst und ist auch der Erfinder von Namis Klima-Taktstock. Zusammen mit Franky arbeitet er an Weiterentwicklungen der Thousand Sunny. Sein aktuelles Kopfgeld beträgt 200 Millionen Berry, da er als einer der Rädelsführer beim Sturz des Regimes von Don Quichotte de Flamingo auf Dress Rosa gilt und als „Gott Lysop“ bezeichnet wurde. Zuvor wurde nur als Sogeking nach ihm gefahndet.
Lysops zweijähriges Training fand auf dem Bowin Archipel statt, wohin er durch Bartholomäus Bär gelangte. Dort musste er sich gegen riesige fleischfressende Pflanzen und Tiere bewähren.

### Sanji Vinsmoke
ヴィンスモーク・サンジ  Vinsumōku Sanji   21 Jahre
Sanji Vinsmoke, auch „Schwarzfuß“ genannt, ist der Smutje auf Ruffys Schiff. Er hat eine Schwäche für schöne Frauen und flirtet mit jedem hübschen Mädchen, wobei er sich oft auch sehr kindisch verhält. Sanji kämpft ausschließlich mit den Füßen, um seine zum Kochen benötigten Hände zu schonen. Seine Fähigkeiten erlernte er vom Koch und Piraten „Rotfuß“ Jeff, unter dem Sanji Chefkoch auf dem schwimmenden Seerestaurant Baratié war. Sanji ist der dritte Sohn von Jaiji Vinsmoke, dem Anführer des mobilen Königreiches Germa, welches die Heimat der Untergrundarmee Germa 66 ist. Sein Vater führte Genmanipulationen an seinen Kindern durch, die bei Sanji selbst aber nicht angeschlagen hatte. Aus diesem Grund wurde er von seinem Vater verstoßen, öffentlich für tot erklärt und in eine Kerkerzelle eingesperrt. Bei seiner Flucht befand sich das Königreich im East Blue.
Sein aktuelles Kopfgeld beträgt 330 Millionen Berry. Charakteristisch für Sanji ist seine Frisur, wo ein Pony immer eines der Augen verdeckte (vor dem Zeitsprung das linke, hinterher das rechte). Sanji ist starker Raucher und meistens mit einer Zigarette zu sehen. Er streitet sich zudem häufig mit Zorro, wobei er ihn immer Marimo („Spinatkopf“, eine Anspielung auf Zorros grüne Haarfarbe) nennt.
Sein großes Ziel ist es den legendären All Blue zu finden – einen Ozean, in dem alle Fische der Welt zu finden sein sollen. Ein weiteres Ziel war die Suche nach der Teufelsfrucht, die Unsichtbarkeit verleiht, damit er den Menschen helfen kann. Dies war allerdings nur ein Vorwand, da es ihm eigentlich nur darum ging, bei Frauen spannen zu können. Dies wird ihm vorläufig nicht gelingen, da diese Teufelsfrucht von Absalom, einem der Kommandanten der Moria-Piraten, verspeist wurde und dieser schon sterben müsste, damit Sanji die Chance hätte, sie selbst zu bekommen.
Sanjis Philosophie als Koch besteht darin, dass jeder Mensch, egal ob er ein gesuchter Verbrecher ist oder nicht, etwas zu essen bekommen soll, wenn er kurz vor dem Hungertod steht. Hintergrund dieser Philosophie ist ein Schicksalsschlag, der ihn ereilte, als er noch Küchenjunge in einer Kombüse auf einem Passagierschiff war. Das Schiff wurde kurz darauf von Jeff und seiner Bande überfallen, doch durch einen Sturm wurden das Schiff von Jeff und das Passagierschiff vernichtet. Nur Sanji und Jeff überlebten die Katastrophe und konnten sich auf eine Insel retten, die jedoch fernab jeder Route lag. Jeff hatte jedoch zwei angeschwemmte Säcke, anscheinend gefüllt mit Lebensmitteln und gab einen davon Sanji. Diese sind die einzige Nahrungsquelle, da die Insel zu hohe Klippen zum Fischen besaß und auf der Insel auch nichts Essbares wächst. Beide legten sich auf gegenüberliegenden Seiten der Insel auf die Lauer nach Schiffen, doch das einzige, was der Insel nahekam, konnte Sanji nicht erspähen, da es regnete. Nach 30 Tagen waren Sanjis Vorräte aufgebraucht und er beschloss, Jeffs Sack mit Lebensmitteln zu stehlen und ihn zu töten; doch der Sack enthielt nur Schätze und Jeff ernährte sich von seinem abgetrennten rechten Fuß. In dieser Zeit entschied sich Sanji, Jeff bei seinem Aufbau eines schwimmenden Restaurants zu unterstützen. Nach 85 Tagen wurden beide lebend gerettet.
Sanji trainierte zwei Jahre auf Momoiro Island, welche sich als die Heimatinsel von Emporio Ivankov herausstellte. Dort wurde er Tag und Nacht von Transvestiten verfolgt, was seine Fähigkeiten steigerte und lernte die „Offensiv-Küche“ kennen, wobei es sich um Essen handelt, das in der Lage ist den Körper dauerhaft zu stärken.
Eiichiro Odas Inspiration zu Sanjis Aussehen, vor allem bei seinem ersten Auftritt, ist der Schauspieler Steve Buscemi. Dies erklärte er auf Anfrage eines Lesers in den Fanpostseiten des Kapitels 670, die eine Ähnlichkeit Sanjis dem Schauspieler Leonardo DiCaprio und seiner Rolle in William Shakespeares Romeo + Julia nachsagten. Ursprünglich wollte Oda Sanji den Namen Naruto geben. Da aber zur gleichen Zeit eine gleichnamige Figur von Odas Kollegen Masashi Kishimoto im Weekly Shonen Jump sein Debüt gab, nach dem der Manga auch benannt wurde, gab er der Figur den Namen Sanji.

### Tony Chopper
トニートニー・チョッパー  Tonī Tonī Choppā   17 Jahre
Chopper ist ein männliches Rentier, das von der Mensch-Mensch-Frucht gegessen hat und dadurch zum Menschenrentier wurde. Er ist der Schiffsarzt der Strohhutbande. Sein aktuelles Kopfgeld beträgt 100 Berry, da er von der Marine nur als Haustier angesehen wurde. Er stammt von der Grandline-Winterinsel Drumm, heute Sakura und ist somit das einzige Mitglied der Strohhutbande, welches auf der Grandline geboren ist. Chopper wurde aufgrund seiner blauen Nase aus seiner Herde ausgegrenzt und später als er wegen seiner Teufelskräfte verstoßen wurde, von Doc Bader aufgenommen und nach dessen Tod von einer Ärztin namens Doktor Kuleha als Arzt ausgebildet. Er ist sehr introvertiert, dementsprechend schüchtern und kann nur schwer mit Komplimenten umgehen, besitzt aber die Fähigkeit, mit Tieren zu sprechen. Durch seine Naivität und Begeisterung für banale Kleinigkeiten und Ereignisse wirkt er zudem häufig wie ein kleiner Junge. Von Sanji wird er seit seinem Beitritt in die Strohhutbande als Notproviant bezeichnet und damit häufig geärgert. Chopper trat der Strohhutbande bei, nachdem Ruffy und er den tyrannischen König Wapol von dessen Heimatinsel vertrieben hatten. Sein großes Ziel ist es, die perfekte Medizin zu entwickeln, die in der Lage ist alle Krankheiten zu heilen.
Dadurch, dass Chopper dank der Teufelsfrucht zum Menschenrentier geworden ist, ist er in der Lage sich zu transformieren, was ihm einen individuellen Kampfstil verleiht. So kann er sich zusätzlich zu seiner ursprünglichen Form auf vier Hufen (Double Sprint) noch in zwei weitere Formen verwandeln. Zum einen nutzt er meistens eine Zwischenform, mit der er kleiner als gewöhnlich ist, aber nur noch auf zwei Hufen läuft (Double Brainpower). Mit dieser Verwandlung kann er die Schwachpunkte des Gegners erkennen. Zum anderen ist er in der Lage eine Art menschliche Verwandlung (Double Weight) zu vollziehen, dabei wächst er auf die Größe eines Mannes und die Hufe werden zu menschlichen Händen und Füßen. Seine übrigen Verwandlungen sind der Kern von Choppers Kampffähigkeiten und können nur durch einen von ihm selbst entwickelten, sogenannten Rumble Ball erreicht werden. So hat er die Möglichkeit, sein Geweih (Double Hornpower), die Sprungkraft in den Beinen (Double Jumppower), sein Fell zum Schutz vor Angriffen (Double Plüsch) und seine Muskelkraft (Double Armstrength) zu vergrößern. Der Rumble Ball hat aber Nebenwirkungen. So ist dieser nur für drei Minuten wirksam und mehrfache Einnahmen innerhalb von 6 Stunden sorgen dafür, dass Chopper seine Verwandlungen nicht mehr kontrollieren kann. Bei Einnahme eines dritten Rumble Balls verwandelt sich Chopper in ein unkontrolliertes Riesenmonster.
Nachdem er im Torino Königreich gelandet ist und zwei Jahre trainiert hat, ist er in der Lage, alle Formen ohne die Einnahme eines Rumble Balls zu erreichen. Nur für seine Monsterform benötigt er einen Rumble Ball, ist aber nun in der Lage diese Form zu kontrollieren. Zudem hat er seine alten Formen verbessert und eine neue, den Kung Fu Point, hinzugefügt.

### Nico Robin
ニコ・ロビン  Niko Robin   30 Jahre
Nico Robin, auch „Teufelskind“ genannt, ist Archäologin und das viertälteste Mitglied der Crew. Bereits als junges Mädchen war sie ein Bücherwurm und aß schließlich von der Flora-Flora-Frucht, die ihr die Fähigkeit verlieh, an allen möglichen Stellen in ihrem Umkreis Teile ihres Körpers wachsen zu lassen. Als ihre Heimat, die Insel Ohara im Westblue, von der Marine durch den Buster Call ausgelöscht wurde, gelang ihr die Flucht, die fortan ihre Jugend prägte, da das hohe Kopfgeld (79 Millionen Berry) auf sie diejenigen, bei denen sie Unterschlupf zu finden glaubte, immer wieder dazu verleitete, sie an die Marine zu verraten. Über die Jahre, in denen sie immer wieder von anderen betrogen wurde, verlor sie das Vertrauen in andere Menschen.
Bevor sie der Strohhutbande beitrat, war sie unter dem Decknamen Miss Bloody Sunday Mitglied und Vizechefin der Baroque-Firma. Ihr Boss Sir Crocodile bot ihr als Samurai der Meere einen gewissen Schutz vor der Marine und der Weltregierung, die sie aufs Tiefste verachtet. Nach der Zerschlagung der Baroque-Firma auf Alabasta schloss sie sich nach anfänglichem Protest der Mannschaft der Strohhutbande an. Während der Zeit freundete sie sich aber mit der Bande an, weswegen die Mannschaft sie vor der Gefangennahme auf der Gefängnisinsel Enies Lobby rettete. Ihr aktuelles Kopfgeld beträgt 130 Millionen Berry.
Ihr Ziel ist es, das Rio-Porneglyph zusammenzusetzen, das die Wahrheit über die wahre Geschichte enthalten soll. Aufgrund ihres archäologischen Studiums und der Vernichtung von Ohara ist sie die einzige Person auf der Welt, die diese Porneglyphen lesen und entziffern kann.
In den zwei Jahren der Abwesenheit der Strohhutbande, befand sich Nico Robin durch Bartholomäus Bär auf Tequila Wolf, einer Sklaveninsel, die einzig dem Bau einer riesigen Brücke dient. Robin wird später von der Revolutionsarmee befreit und zu deren Anführer Monkey D. Dragon gebracht.

### Cutty „Frankie“ Framm
カティ・フランキー・フラム  Kati „Furankī“ Furamu   36 Jahre
Frankie, eigentlich Cutty Framm, ist ein Cyborg und der Schiffszimmermann der Strohhutbande, nachdem diese ihn und Robin von der Justizinsel Enies Lobby gerettet haben. Er gibt zwar gerne den coolen Typen ab, fängt bei traurigen Geschichten aber auch an zu weinen oder mit seiner Gitarre einen Blues zu singen. Eine seiner Eigenschaften sind seine Auftritte, bei denen er gerne Posen hinlegt, die er cool findet, den anderen aber eher peinlich sind.
Als Kind wurde er von seinen Eltern, damals Piraten aus dem Southblue, auf der Insel Water Seven ausgesetzt, wo ihn der legendäre Schiffsbauer Tom unter seine Fittiche nahm. Sein Traum ist es, ein Schiff zu bauen, mit dem er die Welt umsegeln kann. Dieses Schiff soll das neue Schiff der Strohhutbande sein, welches die Bande als Dankeschön erhalten hat. Damit das Traumschiff dies aber schaffen kann, nahm er Ruffys Angebot zum Beitritt an. Sein aktuelles Kopfgeld beträgt 94 Millionen Berry.
Auch als Kind bastelte Franky gerne an kleinen Kampfschiffen, die er Battle Frankys nannte, zum Ärgernis seines Mitschülers Eisberg. Mit einem konnte er sogar einen Seekönig erlegen. Durch eine Verschwörung des Weltregierungsagenten und CP9-Leiters Spandam, der damals noch Leiter der CP5 war, wurden die Battle Frankys gestohlen und für einen Angriff auf Water Seven und das Justizschiff der Weltregierung missbraucht, was eigentlich das Todesurteil bedeutet hätte. Doch sein Lehrmeister Tom sorgte mit dem Bau eines Seezuges für Wiedergutmachung bei der Weltregierung, diese wollte ihn allerdings immer noch für den Bau des Schiffes von Piratenkönig Gol D. Roger hinrichten lassen. Als Tom schließlich mit dem Seezug zu Justizinsel Enies Lobby gebracht wurde, stellte sich Franky dem Seezug entgegen, wurde überrollt und schwer verletzt von der Weltregierung für tot befunden. Auf einem Geisterschiff fand Franky genug Material, um seinen verletzten Körper zu reparieren, so wurde er zum Cyborg, der seine Kräfte aus Cola bezieht.
Franky landete auf der Insel Karakuri, auf der Dr. Vegapunk geboren wurde. Nachdem er dort versehentlich ein Labor von Vegapunk zerstört hatte und sich erneut selbst zusammenbauen musste, studierte er in einem zweiten, unterirdischen Labor Vegapunks Pläne, um sie für sich zu nutzen.
Im deutschen Manga heißt er Frankie, während man im Original und in der Animeumsetzung, sowohl im Original als auch auf Deutsch, seinen Namen Franky schreibt.

### Brook
ブルック  Burukku   90 Jahre
Brook, auch „Soul King“ genannt, ist ein lebendes Skelett und war Mitglied der Rumba-Piratenbande, auf deren Riesenwal La Boum Ruffys Bande bereits am Kap der Zwillinge stieß. Dass er ein lebendes Skelett ist, verdankt er der Totenreich-Frucht, die es seiner Seele ermöglichte, nach seinem physischen Tod wieder in seinen Körper zurückzukehren. Allerdings irrte seine Seele zu lange umher, sodass sein Körper in der Zwischenzeit verweste. Er irrte jahrzehntelang im Mysteriösen Dreieck nahe der Thriller Bark, dem größten Piratenschiff der Welt, auf dem Schiff der Rumba-Piraten umher. Nach dem Sieg der Strohhutbande über Gecko Moria schloss er sich der Bande an und ist seitdem deren Musiker. Sein aktuelles Kopfgeld beträgt 83 Millionen Berry.
Brooks Markenzeichen ist sein Afro, und es ist der Traum des Musikers, die Reise, die er mit den Rumba-Piraten begann, zu beenden und seinen Freund den Riesenwal La Boum nach mehr als 50 Jahren wieder zu sehen und davon zu berichten. Brook ist ein außergewöhnlich talentierter Fechter. Als Waffe verwendet er ein Shikomizue, eine Klinge, die in seinem Spazierstock verborgen ist. Als Musiker ist er in der Lage, jedes Instrument spielen zu können und er kann einige seiner Gegner mit seiner Musik augenblicklich zum Einschlafen bringen. Vor seiner Zeit als Pirat war Brook Chef der Leibgarde eines Königreiches im Westblue. Brook hat ähnlich wie Sanji eine Schwäche für Frauen, ist aber in seinem Verhalten viel lüstener. So fragt er jede weibliche Bekanntschaft, ob diese ihm ihre Höschen zeigen. Zudem hat er einen sehr eigensinnigen Humor, in dem er auf seine fehlenden Organe anspielt (z. B. ihm würde bei einem Anblick die Augen ausfallen, wenn er denn noch welche hätte). Dies bezeichnet er als „Skull Joke“.
Brook gelangte durch Bartholomäus Bär auf die Insel Namakura, wo er durch einen Konflikt mit Langarm-Menschen seine Fähigkeiten als Kämpfer und Musiker steigern konnte. Hierbei erkannte Brook auch die wahren Kräfte seiner Frucht, seine Seele ist in der Lage, seinen Körper wieder zu verlassen und frei umherschwirren sowie durch Wände gehen zu können, was der Strohhutbande als Aufklärungshilfe dient. Zudem kann er seine Fähigkeiten auf Waffen und Gegenstände übertragen, mit denen er Ziele einfrieren kann.

### Jinbei
ジンベエ   Jinbē   46 Jahre
Jinbei ist ein Fischmensch, war Mitglied in der Sonnen-Piratenbande und wurde danach Kapitän der Fischmenschen-Piratenbande. Er nahm das Angebot der Weltregierung an, einer der Sieben Samurai der Meere zu werden, um damit den Schutz für die Fischmenscheninsel zu erhöhen. Er weigerte sich jedoch später gegenüber der Weltregierung, am Kampf gegen Whitebeard (große Schlacht von Marineford) teilzunehmen, weil dieser bereits seit geraumer Zeit die Fischmenscheninsel unter seinen Schutz gestellt hatte. Daraufhin wurde Jinbei im berüchtigten Gefängnis Impel Down interniert. Ruffy kam mit seinem Eindringen in Impel Down zur Befreiung von Ace zwar zu spät, konnte aber u. a. mit Jinbei ausbrechen. Jinbei stand Ruffy bei, als er nach seinen schweren Verletzungen wieder zu Bewusstsein kam und mit dem Tod von Ace konfrontiert war. Nachdem Ruffy später mit seiner Mannschaft wieder vereint war, traf Jinbei auf der Fischmenscheninsel erneut mit Ruffy zusammen und kämpfte dort mit ihm erfolgreich für die Rettung der Fischmenscheninsel. Nach dem Kampf bittet Ruffy ihn, seiner Bande beizutreten. Jinbei erklärt daraufhin, dass auf ihn nun (bislang aufgeschobene) Verpflichtungen warten und er deshalb noch nicht beitreten kann. Er vereinbart mit der Strohhutbande, dass er später dazu stößt und Mannschaftsmitglied wird.
Er trat der Strohhutbande bei als Ruffy die Hochzeit von Sanji ruinierte, um ihn von der Hochzeit zu befreien.

## Piraten

### Strohhut-Großflotte
Die Strohhut-Großflotte ist eine Vereinigung von sieben Piratenbanden, die sich nach Ruffys Sieg über Don Quichotte de Flamingo auf Dress Rosa gebildet hat, die Ruffy zum Dank folgen möchten, auch wenn dieser das nicht wollte. Bei der Zeremonie, bei der die Kapitäne die Gründung mit Sake begießen, übernahm Zorro dies stellvertretend und ohne dessen Wissen für Ruffy. Ruffy versprach aber, laut um Hilfe zu rufen, sobald er diese braucht.

#### Cavendish
キャベンディッシュ   Kyabendisshu   26 Jahre
Cavendish ist der Kapitän der Beautiful-Piratenbande und ein ehemaliger Rookie.
Er ist ein sehr extrovertierter Charakter mit großem Charisma und gutem Aussehen. Er liebt nichts mehr als Aufmerksamkeit, die sich auf ihn richtet. Daher hegt er auch zunächst einen Groll auf Ruffy und Law, weil die „Schlimmste Generation“ ihm dies wegnahm. Sein Kopfgeld beträgt 330 Millionen Berry. Dabei ist es weniger Cavendish, der die Verbrechen begeht, vielmehr ist es seine zweite Persönlichkeit, die Hakuba genannt wird und Cavendishs Körper übernimmt, wenn er schläft. Im Gegensatz zum edlen Charakter Cavendishs ist Hakuba vulgär und skrupellos.
Cavendish war einer der Teilnehmer des Dress Rosa-Turniers um die Feuerfrucht. Er schied jedoch in seinem Block vorzeitig aus und wurde danach von Sugar in ein Spielzeug verwandelt. Als Lysop Sugar ausschaltete, wurde er befreit und schloss sich dem Kampf Ruffys gegen Don Quichotte de Flamingos an. Nach dem Sieg Ruffys war er einer der Kapitäne, die unter seiner Schirmherrschaft segeln wollten.

#### Bartolomeo
バルトロメオ   Barutoromeo   24 Jahre
Bartolomeo, auch der Kannibale genannt, ist der Kapitän der Bartolomeo-Piratenbande.
Er hat von der Barrierefrucht gegessen und kann damit Barrieren um sich erzeugen, wenn er seine Finger kreuzt. Dies schützt ihn quasi vor jedem noch so starken Angriff. Zudem kann er jeden Angriff so wieder an den Angreifer zurückschleudern. Sein aktuelles Kopfgeld beträgt 200 Millionen Berry.
Bartolomeo ist ein Riesenfan von Ruffy und seiner Bande. Er war in Louge Town als Ruffy durch Buggy hingerichtet werden sollte und durch einen Blitzschlag gerettet wurde. Daher sieht er Ruffy quasi als Messias an, was ihn dazu inspirierte, zur See zu fahren und Pirat zu werden. Er sammelte zudem die Steckbriefe und Zeitungsberichte über die Strohhutbande. Als Seefahrer sind seine Bande und er allerdings Nieten und benötigen stets die Hilfe ihrer Großmutter, die mit einer Teleschnecke mit der Bande verbunden ist.
Dabei ist sein Charakter ziemlich das Gegenteil von Ruffy. Er zeigt vulgäres und soziopathisches Verhalten und schreckt nicht davor zurück, gewalttätig zu werden. Dennoch betrachtet Bartolomeo jeden Gegner eines ehrenwerten Kampfes als Kumpan, so z. B. Bellamy, mit dem er in demselben Block beim Dress Rosa-Turnier war, dessen Block er gewann. An dem Turnier nahm er teil, um Ruffy die Feuerfrucht zu sichern, die das Andenken an seinem verstorbenen Ziehbruder Ace ist.
Auch beim anschließenden Kampf gegen Flamingos Bande nahm er auf Ruffys Seite teil und brachte sie nach dem Sieg Ruffys und der Gründung der Strohhut-Großflotte nach Zou.

Sai
28
Sai ist Anführer der Happou Marine aus Ka No Kuni. Er ist mit Baby 5 verheiratet einem ehemaligen Mitglied der Don Quichotte Piratenbande. Vor ihm war sein Großvater Don Chinjao Anführer der Happou Marine. Sein Bruder Boo ist ebenfalls Mitglied der Happou Marine. Sai ist in der Lage Vibrationen und Schockwellen zu erzeugen diese Technik wird Hasshoken genannt auch sein Großvater und Bruder beherrschen sie.

### Die Kaiser
Die vier Kaiser herrschen über die Neue Welt, den zweiten Teil der Grand Line, dem größten Meer. Die Kaiser gelten als extrem stark und sind gefürchtet. Vor der Auflösung der Samurai der Meere bildeten die Kaiser mit diesen und der Marine die Dreimacht.

#### Aktuelle Kaiser

##### Blackbeard
マーシャル・D・ティーチ   Māsharu Dī Tīchi   40 Jahre
Marshall D. Teach, alias Blackbeard (黒ひげ Kurohige) ist Admiral der Blackbeard-Bande, ehemaliges Mitglied der 2. Division der Whitebeard-Piraten und hat wie Ruffy das Ziel, König der Piraten zu werden.
Hinsichtlich seines Vorgehens und vor allem seiner Werte ist Blackbeard dabei jedoch oft das genaue Gegenteil von Ruffy. So ist er zum Beispiel sehr geduldig und wartete 20 Jahre als unauffälliges Crewmitglied Whitebeards auf seine Chance, an eine ganz bestimmte Teufelsfrucht, die Finsternisfrucht, zu gelangen. Als Thatch, ein anderes Mitglied der Whitebeardpiraten, diese Frucht schließlich fand, ermordete Blackbeard ihn. Wegen der ruchlosen Tat an einem Kameraden nahm sein damaliger Divisionskommandant Ace seine Verfolgung auf. Teach konnte Ace allerdings besiegen und lieferte ihn der Marine aus, woraufhin er zu einem der Sieben Samurai der Meere ernannt wurde.
Die außergewöhnlichen Eigenschaften dieser Frucht ermöglichen ihm andere Logia-Teufelskraftnutzer physisch anzugreifen, ohne Haki zu besitzen. Als Nutzer der Finsternisfrucht kann er zudem wie ein Schwarzes Loch die Gravitation nutzen, um alles zu vereinnahmen und von der Finsternis verschlucken zu lassen. Im Gegensatz zu den anderen Früchten der Logia ist er selbst physisch angreifbar und da Teach alles aufsaugen kann, empfindet er auch Schmerzen viel intensiver.
Blackbeards Interesse an seinem neuen Status richtet sich dabei nur auf die Möglichkeit, in den Wirren der großen Schlacht von Marineford zur Befreiung von Ace in das Hochsicherheitsgefängnis Impel Down einzudringen und seine Mannschaft mit einigen der gefürchtetsten Gefangenen zu verstärken. Erst in den letzten Zügen der Schlacht taucht Blackbeard auf dem Schlachtfeld auf, um seinen schwer verletzten alten Kapitän Whitebeard zu töten und sich dessen Bebenfrucht einzuverleiben. Damit ist Blackbeard die einzige bekannte Person, die mehr als eine Teufelskraft besitzt. Anschließend verkündete er, dass der Name der gerade beginnenden Ära Blackbeard lauten werde, und zog nach dem Ende der Schlacht aus in die Neue Welt. Dort beginnt er die Jagd auf andere Besitzer von Teufelskräften, um sie zu töten und ihre Kräfte zu stehlen. Aufgrund seiner hohen Gefährlichkeit für die Welt gilt er bereits als Nachfolger von Whitebeard als einer der Vier Kaiser. Blackbeard verfügt nach dem Zeitsprung über eine mindestens fünf Divisionen starke Flotte und ernannte sich zu ihrem Admiral.

##### „Rothaar“ Shanks
赤髪のシャンクス   Akagami no Shankusu   39 Jahre
Shanks, auch als der Rote Shanks oder der Rothaarige bekannt, ist der Kapitän seiner eigenen Piratenbande, der Rothaar-Piratenbande, und das Vorbild von Monkey D. Ruffy. Von ihm bekam dieser auch den Strohhut. Einst war Shanks zusammen mit Buggy, dem Clown, Bordjunge in Gol D. Rogers Bande und hat dort seine ersten Jahre als Pirat verbracht. Nach der Hinrichtung seines Kapitäns begann er eine eigene Bande zu gründen, zu der auch Lysops Vater Yasopp gehört. Shanks ist ein freundlicher und sehr ruhiger Mensch, der aber dem Alkohol und wilden Festen nicht abgeneigt ist. Seine Gelassenheit kann nur gestört werden, wenn man einem Freund von ihm etwas antut, was sich zeigte, als Bergräuber Ruffy bedrohen und er und seine Bande diese besiegen. Der Anführer der Bergräuber flüchtet jedoch mit Ruffy auf die offene See. Als plötzlich ein Seeungeheuer auftaucht, den Bergräuber frisst und Ruffy beinahe ebenfalls gefressen hätte, rettet Shanks ihn mittels Haki und vertreibt so das Ungeheuer. Dabei verliert Shanks jedoch seinen linken Arm. Bei der Abreise schwört Ruffy Shanks, dass er König der Piraten werde und das legendäre One Piece finden werde, worauf Shanks ihm seinen geliebten Strohhut schenkt, bis Ruffy diesen Schwur erfüllt hat. Zehn Jahre später hat sich Shanks einen Namen gemacht und wurde einer der Vier Kaiser. Er war es auch, der Whitebeard erfolglos zu überzeugen versuchte, die Jagd auf Blackbeard aufzugeben. Zudem hat Shanks mehrere Duelle mit Mihawk „Falkenauge“ Dulacre gehabt, deren Ausgänge jedoch unbekannt sind. Des Weiteren besitzt er ein sehr starkes Königshaki, welches ausreichte um bei einem Besuch auf der Moby Dick, Whitebeards Schiff, fast alle Mitglieder von Whitebeards Crew so sehr zu verängstigen, dass diese umfielen und sogar ein Teil der Reling splitterte.
Wie mächtig Shanks ist, wurde bei der großen Schlacht von Marineford klar. So beendete er nicht nur den Kampf, sondern forderte auch die bedingungslose Übergabe der Leichen von Whitebeard und Ace, was der Großadmiral Senghok persönlich ohne Zögern gestattete. Seine und Whitebeards Bande bestatten Whitebeard und Ace mit Würde in der Neuen Welt. Auch Blackbeard war nach Shanks Erscheinen der Meinung, dass seine Stärke nicht ausreiche, um Shanks zu besiegen.

#### Buggy der Clown
道化のバギー   Dōke No Bagī   39 Jahre
Buggy der Clown, auch Clown Star genannt, ist der Kapitän der Buggy-Bande und ein Kaiser der Meere. Er hat von der Trenn-Trenn-Frucht gegessen, die es ihm ermöglicht, seinen Körper in beliebiger Form bis zur Dicke eines Filets zu trennen. Das schützt ihn auch vor Hieb- und Stichwaffen. Solange seine Füße den Boden berühren, kann sein übriger Körper schweben. Mithilfe eines Motors kann er sich sogar in ein Auto verwandeln.
Obwohl Buggy über diese Fähigkeiten verfügt, ist er wenig risikofreudig. Situationen mit wenig Aussicht auf Erfolg versucht er stets zu meiden. Seinen Beinamen erhielt Buggy aufgrund seines Äußeren, da er sich wie ein Clown schminkt und auch eine große rote Nase hat. Anspielungen auf diese körperliche Eigenschaft nimmt er mit großer Aggression auf, die meist über das Notwendige hinausgeht. Aufgrund dessen hat er eine leichte Form der Paranoia entwickelt, so dass er bei ähnlich klingenden Wörtern so eine Anspielung versteht. Seine Bande ist dementsprechend wie ein Zirkus ausgerichtet.
Buggy war einst Schiffsjunge auf der Oro Jackson unter dem Piratenkönig Gol D. Roger, wo er auch Shanks kennenlernte. Beide stritten sich häufig, u. a. ob es am Nord- oder Südpol kälter sei. Während eines Überfalls fand die Bande die Trenn-Trenn-Frucht. Buggy plante daraufhin, die Frucht zu fälschen und diese Fälschung vor versammelter Mannschaft zu essen, damit er die wertvolle Teufelsfrucht gewinnbringend verkaufen kann. Als Shanks beinahe unbewusst den Betrug aufdeckte, verschluckte Buggy die Teufelsfrucht und war so nicht mehr in der Lage, nach einem bestimmten Schatz zu tauchen. Dies verärgerte Buggy so sehr, dass er Shanks dafür hasst.
Buggy war auch der erste Gegner Ruffys mit einer Teufelskraft. Zu dem Zeitpunkt terrorisierte Buggy das Dorf Orange. Da er ein Objekt von Interesse für Ruffy besaß, eine Karte zur Grand Line, nahm dieser den Kampf auf und besiegte den Clown, als Nami Teile von Buggys Körper fesselte, so dass Buggy ohne Torso auf eine weit entfernte Insel geschleudert wurde. Bei dieser Begegnung erkennt Buggy, dass Ruffys Strohhut Shanks gehört. Um sich an Ruffy zu rächen, verbündete er sich mit der Piratenkapitänin Alvida mit der Eisenkeule, doch die bisher einzige Möglichkeit, die sich in Louge Town ergab, brachte keinen Erfolg.
Als Ruffy später in Impel Down einbricht, trifft er erneut auf Buggy, der dort gefangen war und gerade einen Fluchtversuch unternimmt. Da das von Ruffy ausgelöste Chaos seine unbemerkte Flucht verhindert, schließt er sich ihm an. Während der Flucht befreit Buggy eine Vielzahl an Gefangenen, die ihn fortan aufgrund einiger Zufälle und glücklicher Fügungen für sehr mächtig halten, während er in der großen Schlacht lieber in Deckung und unbemerkt bleiben will. Weil Ruffy und Buggy als Rädelsführer des Ausbruchs aus Impel Down und den Angriff auf die Marine erkannt wurden, wurde Buggy eingeladen, den Titel eines Samurais anzunehmen, was dieser akzeptierte.
Nach dem Zeitsprung hat Buggy ein Söldnerunternehmen namens „Buggy’s Delivery“ aufgebaut. Sein Status als Samurai sollte ihn und seine Untergebenen schützen, doch mit der Auflösung der Samurai wurde er zu einem gewöhnlichen Piraten. Dennoch wurde Buggy nach der Schlacht von Wa No Kuni zusammen mit Ruffy einer der Nachfolger von Big Mom und Kaido als Kaiser. Sein derzeitiges Kopfgeld beträgt 3,189 Milliarden Berry.

#### Ehemalige Kaiser

##### Edward „Whitebeard“ Newgate
エドワード・二ューゲート   Edowādo Nyūgēto   72 Jahre – Alter zum Zeitpunkt des Todes
Edward Newgate, alias Whitebeard (白ひげ Shirohige) gehörte zu den Vier Kaisern und galt bis zu seinem Tod als der stärkste Pirat der Welt, obwohl er aufgrund seines starken Alkoholkonsums und Alters ständig die Pflege mehrerer Krankenschwestern benötigte und früher einer der erbittertsten Gegner von Gol D. Roger war. Seinen Namen hatte er von seinem sichelförmigen weißen Schnurrbart. Bevor er mit seiner eigenen Bande auf Reisen ging, war er Mitglied in der Rocks-Bande.
Er verfügte über die Teufelskräfte der Bebenfrucht, mit der er Erd- und Seebeben sowie Schockwellen in der Luft und Tsunamis auslösen konnte. Außerdem konnte er die Erde wortwörtlich auf den Kopf stellen. Whitebeards Macht reichte so weit, dass er Inseln unter den Schutz seines Namens stellen und sie so vor Angriffen anderer Piraten oder der Marine bewahren konnte. Ein Beispiel dafür war die Fischmenscheninsel. Jüngere und unerfahrenere Piraten bezeichnete er stets als Rotznasen.
Auch wenn er recht grob war, sah er jedes seiner Crewmitglieder als Sohn und sie ihn als ihren Vater an. Diese Tatsache basiert auf den größten Wunsch Whitebeards, eine Familie zu haben. Der Piratenkodex war ihm heilig und einen Mord an einem seiner Crewmitglieder ließ er nicht ungestraft. Besonders zutage kam sie, als Ace von der Marine gefasst und hingerichtet werden sollte, was Whitebeard unter allen Umständen verhindern wollte. Mit Ruffys Hilfe schien ihm das in der großen Schlacht von Marineford zu gelingen, aber Ace wurde dennoch von Marine-Admiral Sakazuki so schwer verwundet, dass er in Ruffys Armen starb. Im späteren Verlauf der Schlacht wurde der bereits schwer verwundete Whitebeard von Marshall D. Teach (alias Blackbeard) und dessen neuer Crew getötet und anschließend seiner Teufelskraft beraubt. Trotz der massiven Angriffe der Marinestreitkräfte und später der Blackbeard-Bande konnte Whitebeard nicht zu Fall gebracht werden und verstarb aufrecht im Stehen. Kurz vor seinem Tod bestätigte Whitebeard die Existenz des One Piece, Gol D. Rogers sagenumwobenen Schatz.
Whitebeard wurde zusammen mit Ace von seiner und Shanks’ Bande in der „Neuen Welt“ würdevoll bestattet.
Whitebeard ist einer der wenigen Charaktere, die Eiichiro Oda nach realen Vorbildern gestaltete. In One Piece Yellow berichtete er von einem Barbesitzer, dessen Bar Oda oft besuchte. Dieser Barbesitzer und sein Charakter sowie Aussagen sind das Vorbild Whitebeards. Genauso wie die Figur bezeichnete er jüngere Barbesucher als Rotznasen, trank Sake, den er als Medizin bezeichnete und war an medizinischen Gerätschaften angeschlossen. Außerdem erzählte er stets Geschichten aus seiner Zeit im Zweiten Weltkrieg. Der Mann ist mittlerweile verstorben, doch er wusste um seinen Einfluss auf die Figur des Whitebeard, was ihn sehr glücklich gemacht hat.

##### Charlotte „Big Mom“ Linlin
シャーロット・リンリン   Shārotto Rinrin    68 Jahre
Charlotte Linlin, auch genannt Big Mom, ist einer der Vier Kaiser, Kapitän ihrer Piratenbande sowie ein ehemaliges Mitglied der Rocks-Bande. Sie ist im Besitz der Seelen-Frucht und somit in der Lage Seelen von Menschen in Objekte (z. B. Pflanzen, Süßigkeiten) zu transferieren, welche somit zum Leben erweckt werden und ihrem Willen unterstellt sind. Diese Objekte werden Homies genannt. Zudem kann sie die Lebensspanne eines Menschen nach Belieben verändern. Ihre drei stärksten Homies und ständigen Wegbegleiter sind die Wolke Zeus, die Sonne Prometheus und ihr Hut Napoleon.
Linlin war schon als Kind riesenwüchsig und verfressen und geriet schnell in Rage. Deswegen wurde sie von ihren Eltern auf der Insel Elban ausgesetzt und von der Unterweltlerin Carmel aufgenommen, die ein Waisenhaus betreibt, um so Riesenkinder an die Marine zu verkaufen. Keines der Kinder war sich dessen bewusst und daher vergöttert Linlin Carmel als ihre Mutter. Daran hat sich auch nie was geändert, auch nicht, als Carmel und die anderen Kinder aus dem Waisenhaus spurlos verschwanden. Bei Teeparties steht immer ein Bild von Carmel gegenüber von Linlin. Passiert etwas mit dem Foto, gerät Linlin in einen Wutrausch, bei dem sie vor nichts und niemand Halt macht. Bei einem Amoklauf, bei dem einer der Ältesten von Elban umgekommen ist, wurde sie verbannt und zum Todfeind aller Riesen erklärt. Daraufhin wurde sie Mitglied der Rocks-Piratenbande unter Rocks D. Xebec, bis sie zur Auflösung der Bande aufgrund Rocks Tod 33 Jahre vor dem Vorfall von Wa No Kuni ihre eigene Bande gründete.
Linlin hat insgesamt 46 Söhne und 39 Töchter. Ihr Ziel ist es Piratenkönigin zu werden, weshalb sie ihre Kinder zwangsverheiratet, um somit ihre Crew zu vergrößern und zu stärken. Sie ist im Besitz von zwei Porneglyphen und einem Road-Porneglyph. Sie hat ein Faible für seltene Menschen und Kreaturen, welche sie in Büchern in ihrer Bibliothek aufbewahrt.
Nach Whitebeards Tod stellt sie die Fischmenscheninsel unter ihren Schutz, verlangt aber im Gegensatz zu diesem dafür eine Gegenleistung in Form von Süßigkeiten. Als durch Hody Jones’ Aufstand die monatliche Lieferung nicht eingehalten werden kann, bietet Ruffy ihr all seine Schätze als Ersatz an. Dieses Angebot lehnt sie allerdings ab, weil sie Schätze nicht essen kann, woraufhin Ruffy ihr den Krieg erklärt. Er erklärt ihr, dass er in die Neue Welt kommen wird um sie zu stürzen. Entgegen allen Meldungen wurde sie allerdings nicht von Ruffy besiegt, dieser konnte nur ihrem Zugriff entkommen, allerdings will sie Ruffy trotzdem jagen und verbündet sich mit dem Mitkaiser Kaido. In der darauffolgenden Schlacht wurde Big Mom von Eustass Kidd und Trafalgar Law besiegt und zusammen mit Kaido in einen unterirdischen Vulkan geschleudert.

##### Kaido
カイドウ   Kaidou
Kaido ist der Kapitän der 100-Bestien-Piratenbande, ehemaliges Mitglied der Rocks-Bande und einer der Vier Kaiser. Er gilt als das stärkste Wesen der Welt und hat von einer Teufelsfrucht gegessen, die es ihm ermöglicht, sich in einen Drachen oder einen Drachenmenschen zu verwandeln. Kaido leidet unter Stimmungsschwankungen, die maßgeblich vom Alkohol beeinflusst werden. Als Jugendlicher wurde er von seinen Mitmenschen seiner Heimat an die Marine ausgeliefert, die sich so eine Teilnahme an der Reverie versprachen, doch Kaido entkam und schloss sich auf Whitebeards Hinweis der Rocks-Piratenbande an, zu der auch Big Mom gehörte.
Als Whitebeard Vorbereitungen zur Schlacht von Marineford trifft, will Kaido ihn angreifen, wird aber von Shanks davon abgehalten. Nach dem Zeitsprung hat Kaido eine Handelsbeziehung zu De Flamingo, der ihn mit künstlich erschaffenen Teufelsfrüchten, so genannten Smiles, beliefert. Inzwischen hat sich gezeigt, dass Kaido nicht zu töten ist, nicht einmal durch sich selbst. Einen Sprung von einer in 10.000 Metern Höhe gelegenen Himmelsinsel übersteht er laut eigener Aussage mit leichten Kopfschmerzen. Er wurde zwar schon achtmal, als Pirat, besiegt, konnte aber weder durch Speere noch durch Schwerter getötet werden. Auch sämtliche Hinrichtungen scheiterten.
Nach der Schlacht von Marineford bemerkten die fünf Weisen, dass er vermutlich zu den wenigen Personen gehöre, die noch in der Lage seien Marshall D. Teach alias Blackbeard aufzuhalten, nachdem dieser sich auch Whitebeards Teufelskräfte angeeignet hatte.
Seit Ruffys Sieg über Don Quichotte de Flamingo gelten seine Rachegelüste nun vor allem den Piraten, die seinen Traum zerstört haben: Monkey D. Ruffy und Trafalgar D. Water Law. Sein Traum war eine Bande in der jedes Mitglied von einer Teufelsfrucht bzw. von einem Smile gegessen hat. Dass Ruffy gerade seine Mitkaiserin Charlotte Linlin besiegte, spielt ihm dabei in die Karten, da beide sich gegen Ruffy verbünden. Eine Auseinandersetzung mit Ruffy und einigen anderen Rookies wie Eustass Kid und Basil Hawkins konnte er jedoch gewinnen, da der Mitrookie Scratchman Apoo unter der Flagge Kaidos segelt und so alle drei Kapitäne in Gewahrsam nehmen konnte.
Um Gegner zu seiner Bande zu zwingen, nutzt Kaido selbst kaum Gewalt, ihm ist es lieber Gegner physisch und psychisch zu brechen, bis sie sich ihm freiwillig anschließen. Dies versuchte er auch mit Ruffy, der sich dem aber widersetzten und alle Mitgefangen aus dem Gefängnis, in das er Ruffy werfen ließ befreien, die sich dann zu seiner Allianz hinzugesellten.
In der darauffolgenden Schlacht wurde Kaido von Ruffy und Momonusuke besiegt und zusammen mit Big Mom in einen unterirdischen Vulkan geschleudert.

### Die früheren Samurai der Meere
Die früheren Samurai der Meere, gewöhnlich waren es sieben, waren Freibeuter der Weltregierung. Mit einer Übereinkunft mit dieser Weltregierung verpflichteten sich die Piraten einen Teil der Beute an sie zu überlassen, im Gegenzug dafür wurden diese und ihre Untergebenen und Schutzbefohlenen von der Verfolgung durch die Marine ausgenommen. Die Weltregierung selbst ernannte die Samurai und lud diese ein. Bei der Reverie zwei Jahre nach der Schlacht von Marineford wurde auf Drängen der Könige Kobra von Alabasta und Riku Doldo III. von Dress Rosa die Auflösung der Sieben Samurai der Meere beschlossen und alle Mitglieder sind wieder gewöhnliche Piraten.

#### Mihawk „Falkenauge“ Dulacre
ジュラキュール・ミホーク   Jurakyūru Mihōku   43 Jahre
Falkenauge gilt als bester Schwertkämpfer der Welt. Er war der erste der sieben Samurai, dem die Strohhutbande noch im East Blue begegnet, wohin er einen anderen Piraten verfolgt, dessen gesamte Flotte er versenkt hatte. Als er von Zorro herausgefordert wird gelingt es ihm mühelos diesen nur mit einem Dolch zu besiegen. Seine Stärke ist so enorm, dass er sogar in der Lage ist, Schiffe mit nur einem einzigen Schwerthieb mühelos zu zerteilen.
In der Vergangenheit hat er sich mehrere Duelle mit dem Roten Shanks geliefert, deren Ausgang nicht bekannt ist. Seit Shanks seinen Arm verloren hat lehnt er einen erneuten Kampf ab, weil er nicht mit „einarmigen Krüppeln“ kämpft. Es scheint eine Freundschaft zwischen beiden zu bestehen. So sucht Falkenauge Shanks auf, um ihm von Ruffys erstem Kopfgeld zu berichten, woraufhin Shanks ihn zum Feiern einlädt. Als Shanks in die Schlacht von Marineford eingreift, verlässt Falkenauge das Schlachtfeld, da er zwar mit einem Kampf gegen Whitebeard einverstanden war, aber nicht gegen Shanks.
Nach dem Krieg kehrt er auf seine Heimatinsel Kuraigana zurück, auf der inzwischen Zorro gelandet war, und trainiert diesen.

#### Bartholomäus Bär
バーソロミュー・くま   Bāsoromyū Kuma   47 Jahre
Bartholomäus Bär ist Cyborg und ehemaliges Mitglied der Revolutionsarmee. Bär hat die Tatzenfrucht gegessen. Mit deren Kraft kann er Personen bei Berührung an andere Orte schicken, Angriffe reflektieren und Luft in Tatzenform entweder als Geschoss oder in komprimiertem Zustand als Bombe verwenden. Mit dieser Teufelskraft ist er für die Zerstreuung der Strohhutbande vom Sabaody Archipel verantwortlich. Schon vorher hat er die Strohhutbande auf Anweisung der Weltregierung auf der Thriller Bark bekämpft, nachdem diese Gecko Moria und Oz besiegt hatten.
Bär ist ein religiöses Wesen, das immer eine Bibel mit sich trägt. Er war der einzige Samurai, der der Weltregierung untergeben ist. Von dem berühmten Wissenschaftler Dr. Vegapunk ließ er sich zu einem Cyborg ohne Erinnerungen und Gefühle umbauen, Gründe hierfür sind bisher unbekannt. Nach seinem Vorbild wurden auch weitere, „Pacifistas“ genannte Cyborgs gebaut.
Als Samurai der Meere ist er an der Schlacht von Marineford beteiligt, in der er unter anderem gegen seinen ehemaligen Freund Emporio Ivankov kämpft. Bei der erneuten Ankunft der Strohhüte auf dem Sabaody Archipel stellt sich heraus, dass er in den zwei Jahren des Zeitsprungs das Schiff der Strohhutbande bewacht hat. Dies hatte er sich von Dr. Vegapunk vor seinem endgültigen Umbau zum Cyborg als letzten Befehl einprogrammieren lassen. Daraufhin wurde er jedoch zu einem Sklaven für die Weltaristokraten.

#### „Piratenkaiserin“ Boa Hancock
海賊女帝 ボア・ハンコック   Kaizoku Jotei Boa Hankokku   31 Jahre
Boa Hancock ist Herrscherin von Amazon Lily, Kapitän der Kuja-Piraten und gilt nach der Meerjungfrauenprinzessin als zweitschönste Frau der Welt. Sie wird auch „Piratenkaiserin“ und „Schlangenprinzessin“ genannt und kann durch ihre Teufelskraft alle, die ihrer Schönheit verfallen sind, in Stein verwandeln.
Hancock hat noch zwei Schwestern, Marigold und Sandersonia. Als Hancock 12 Jahre alt war, wurde sie mit ihren Schwestern von Menschenhändlern entführt und als Sklavinnen an die Weltaristokraten verkauft. Dort sahen sie sich ungeahnten Qualen durch die skrupellosen Adligen ausgesetzt. Um die Weltaristokraten zu unterhalten, wurden sie mit Teufelsfrüchten gefüttert, Hancock mit der Liebesfrucht, Sandersonia und Marigold mit zwei Teufelsfrüchten der Schlangenfruchtart. Ihr Martyrium endete erst, als der Fischmensch Fisher Tiger die Heimat der Weltaristokraten, Mary Joa angriff und alle Sklaven befreite. Auch die Schwestern flohen zurück nach Amazon Lily. Das Brandmal der Tenryubito erinnert alle drei noch an diese schreckliche Zeit. Um mit der Erinnerung fertigzuwerden und sich nicht der Schande eines Sklavenlebens auszusetzen, erfanden die Drei die Geschichte, dass sie eine Gorgone getötet und somit ihren Fluch auf sich gezogen haben. Alle, die die Gorgonenaugen auf ihren Rücken ansehen, werden versteinert.
Ruffy, der durch Bartholomäus Bär nach Amazon Lily gelang, stürzt durch Zufall in das Bad von Hancock und entdeckt ihr Geheimnis. Um dieses zu schützen, sollen Marigold und Sandersonia ihn in einer Arena töten, doch als Sandersonias Bikini verbrennt und dadurch das Zeichen zu entblößen droht, schmeißt sich der Gummimensch auf ihren Rücken, um sie und ihr Geheimnis zu schützen.
Daraufhin verliebt sich Hancock in Ruffy, der gegen ihre Teufelskraft immun ist. Um ihm zu helfen, erklärt Hancock sich entgegen ihrer vorherigen Ablehnung bereit, an der Schlacht von Marineford teilzunehmen. Sie stellt aber die Bedingung, den gefangenen Ace zu sehen, und schleust dabei Ruffy in Impel Down ein.
Nach der Schlacht bringt Hancock Ruffy zurück nach Amazon Lily, wo dieser sich von seinen Verletzungen erholt. Nach dem zweijährigen Zeitsprung bringt sie ihn zum Sabaody Archipel, um so die Zusammenkunft der Strohhutbande sicherzustellen, und hilft ihnen bei der Flucht zur Fischmenscheninsel.

#### Edward Weevil
エドワード・ウィーブル   Edowādo Wīburu   35 Jahre
Edward Weevil behauptet von sich der legitime Sohn von Whitebeard zu sein. Er will sich an Blackbeard für den Tod seines Vaters rächen. Er erledigte bereits 16 Kapitäne aus Whitebeards Flotte, die ihn nicht als legitimen Erben akzeptieren wollen.

#### Sir Crocodile
サー・クロコダイル   Sā Kurokodairu   46 Jahre
Sir Crocodile, ehemals als Mr. Zero bekannt, ist ein Pirat und der frühere Chef der von der Strohhutbande zerschlagenen Baroque-Firma. Er hat von der Sandfrucht gegessen, eine Logiafrucht, mit der er selber zu Sand wird, Sandstürme auslösen oder Treibsand hervorrufen kann. Zudem ist er in der Lage, aus allem organischen Materialien und Lebewesen das Wasser zu entziehen und auszutrocknen. Allerdings hat diese Kraft den Nachteil, dass sie neben den gängigen Elementen wie Seesteinen ihre Wirkung verliert, wenn Sir Crocodile mit liquiden Stoffen wie Wasser oder Blut in Berührung kommt. Crocodile hat eine Narbe, die sich horizontal über sein Gesicht zieht.
Crocodiles Charakter ist ziemlich skrupellos. Er scheut sich nicht über Leichen zu gehen oder Intrigen zu schmieden, um seine Ziele zu erreichen. Zu Beginn der Geschichte gehörte er noch zu den Sieben Samurai der Meere. Diese Stellung schützte ihn vor Angriffen der Weltregierung oder der Marine, was ihm zugegen kam, um seine Pläne nach mehr Macht durchzuführen. Sein Ziel war unter anderem die Erlangung der antiken Waffe Pluton, deren Herstellungsformel er auf einem Porneglyphen im Wüstenstaat Alabasta auf der Grand Line vermutete. Zu diesem Zweck gründete er die Baroque-Firma und holte sich Nico Robin, die als einzige Archäologin in der Lage ist, die Porneglyphen zu lesen, als Vizechefin an seine Seite.
Während die Special Agents und die Untergebenen alle Aufträge im Untergrund erfüllten, die zur feindlichen Übernahme Alabastas notwendig waren, nutzte Crocodile selber seine Stellung als Samurai zur Tarnung aus, indem er dem Volk vortäuschte, ein Volksheld zu sein und schürte so das Misstrauen gegen die Regierung unter König Cobra. In Wahrheit stahl Crocodile mithilfe des Mittels Nebelin den für Alabasta so wichtigen Regen. Sein Plan bestand auch darin, die daraus resultierende Rebellion zu einem Angriff auf die Hauptstadt Arbana zu provozieren, um diese dann mitsamt allen da befindlichen Menschen mit einer großen Bombe zu vernichten.
Der Plan scheiterte jedoch mit der Einmischung Vivis und der Strohhutbande. Auch Nico Robin erkannte die Gefahr, die von Crocodile ausging und log ihn bei der Übersetzung des Porneglyph an. Crocodile wurde daraufhin von Ruffy besiegt und von Tashigi seines Amtes enthoben und verhaftet. Er wurde zusammen mit seinen Untergebenen Jazz Boner (Mr. 1) ins Unterwassergefängnis Impel Down gebracht, wo er im geheimen Level 6 eingesperrt wurde.
Er saß gegenüber der Zelle, in der später Ace und Jinbei eingesperrt wurden. Bei Ruffys Versuch, Ace zu retten, erkannte Crocodile die Gelegenheit sich an Whitebeard für eine von diesem zugefügten Niederlage zu rächen und bat Ruffy um seine Befreiung. Nur auf Ivankovs Rat hin, der über Crocodile anscheinend ein Geheimnis weiß, welches diesem sehr peinlich zu sein scheint, gewährt Ruffy ihm diesen Wunsch. Gemeinsam können sie auch aus dem Gefängnis ausbrechen und zur Schlacht nach Marineford gelangen, wo der Kampf schon im Gange war.
Dort versucht er Whitebeard zu töten, was von Ruffy verhindert wird. Er kämpft sowohl gegen Whitebeard-Piraten als auch gegen Marinesoldaten und tötet sogar die Henker, die Ace hinrichten wollen, um die Marine nicht siegen zu lassen. Nach der Schlacht plant er zusammen mit Jazz Boner in die Neue Welt zurückzukehren.
Crocodile war auch Zeuge der Hinrichtung des Piratenkönigs Gol D. Roger.

#### Gecko Moria
ゲッコー モリア   Gekkō Moria   50 Jahre
Gecko Moria ist Kapitän der Thriller Bark, des größten Schiffes der Welt. Er hat von der Schattenfrucht gegessen und ist daher in der Lage die Schatten anderer zu stehlen und sie in tote Körper zu stecken, damit diese als Untote wiederauferstehen. Moria ist sehr faul. Genauso wie Ruffy besitzt er die Ambition, Piratenkönig zu werden, doch durch die Faulheit sollen das seine Kommandanten Perona, Absalom und Hogback für ihn erledigen. Dennoch ist eine gewisse Empathie seitens Moria gegenüber seiner Crew zu sehen sowie eine familiäre Beziehung dieser. In Hinsicht auf Perona könnte man eine Vater-Tochter Beziehung herleiten.
Da er bei einem Kampf gegen Kaido in der neuen Welt seine Crew verliert, beginnt er mit gestohlenen Schatten und Leichen eine Zombiearmee aufzubauen. Als die Strohhutbande auf der Suche nach Brooks Schatten auf der Thriller Bark landet, stiehlt er auch ihnen die Schatten, kann letztlich aber besiegt werden.
Nach der Schlacht von Marineford soll Moria auf Befehl der Weltregierung von De Flamingo getötet werden, kann aber aufgrund seiner Teufelsfrucht fliehen. Nach dem Zeitsprung versuchte Moria seine Bande wieder zusammenzubringen und war zuletzt auf Blackbeards Insel zu sehen, wo er Absalom vermutete.
Gecko Moria war neben weiteren späteren Samurais Augenzeuge der Hinrichtung von Gold Roger.

#### Trafalgar D. Water Law
トラファルガー・D・ワーテル・ロー   Torafarugā D. Wāteru Rō   26 Jahre
Law ist der Kapitän der Heart-Piratenbande und besitzt die Operations-Teufelskraft. Er trägt den Spitznamen „Chirurg des Todes“. Diese Frucht ermöglicht es ihm einen „Room“ zu erschaffen, in dem er Körperteile abtrennen und an eine ihm beliebige Stelle versetzen kann, ohne diese Personen zu verletzen oder zu töten. In einem erschaffenen Room ist es ihm außerdem möglich die Schwerkraft aufzuheben, Persönlichkeiten von Personen zu tauschen oder sich zu teleportieren. Er war einer der Rookies: Er kämpfte mit Ruffy und Eustass „Captain“ Kid auf dem Sabaody-Archipel vor dem Menschenhändler-Auktionshaus gegen die anrückenden Truppen der Marine, später rettete er Ruffy nach der Schlacht von Marineford das Leben und brachte ihn auf die Fraueninsel Amazon Lily. Nach dem Zeitsprung hatte er die Position eines Samurai der Meere erworben. Zuvor stieg sein Kopfgeld auf 440 Millionen Berry, da er der Weltregierung 100 schlagende Herzen von Piraten gesendet hat. Sein aktuelles beträgt 500 Millionen Berry. Des Weiteren stellte sich heraus, dass Law ein ehemaliges Mitglied der Don Quichotte-Piratenbande ist. Außerdem besitzt er dank seiner Teufelskraft die Fähigkeit eine Person unsterblich zu machen. Dafür muss er jedoch sein eigenes Leben opfern. Auf Punk Hazard hat er mit Ruffy eine Allianz geschlossen, denn Law hatte einen Plan: er wollte das „SAD“ vernichten, womit man künstliche Teufelsfrüchte erschaffen konnte. Nachdem sie Caesar Clown gefangen genommen hatten, machten sich Law und die Strohhutbande auf den Weg nach Dress Rosa.

#### Don Quichotte de Flamingo
ドンキホーテ・ドフラミンゴ   Donkihōte Dofuramingo   39 Jahre
Don Quichotte de Flamingo ehemaliger Weltaristokrat und Kapitän seiner Bande. Er hat von der Fadenfrucht gegessen, womit er Fäden erschaffen kann. Mit diesen Fäden kann er Menschen kontrollieren, alles wie ein Messer schneiden oder sie mit den Wolken verknüpfen, um so durch die Luft zu schwingen. Er kleidet sich seinem Zunamen Flamingo entsprechend mit einem Umhang aus rosa Federn. Er bezeichnet seine Crewmitglieder als „Familie“ und lässt nicht zu, dass schlecht über sie geredet wird. Seine Crew nennt ihn meistens „junger Meister“ und ist bereit, alles für ihn zu tun, selbst wenn sie ihr eigenes Leben dafür gibt. Flamingo ist maßgeblich am Sklavenhandel auf dem Sabaody-Archipel beteiligt und unterstützt die Menschenversuche von Caesar Crown.
Flamingo stammt aus der Don Quichote-Familie, die zu den Weltarisokraten gehört. Sein Vater verzichtete jedoch auf den Titel, so dass die Familie Mary Joa verließ und nie mehr zurückkehren durfte. Von seiner Einstellung her änderte sich Flamingo nicht und wollte immer noch als Herrscher behandelt werden. Nach dem Tod seiner Mutter wurde er zusammen mit seinem Bruder Rocinante und seinem Vater von einem Mob gefangen genommen, die sich für die Gräueltaten der Weltaristokraten rächen wollten und die drei folterten. Er überlebte aber und wurde Pirat. Samurai wurde er, als er ein Transportschiff überfiel, welches die Tributzahlungen an die Weltaristokraten lieferte. Dass seine ehemalige Stellung Wissen enthielt, welches für die Weltaristokraten und die Weltregierung gefährlich sein könnten, war ein weiterer Grund der Ernennung.
Im Untergrund verwendet er den Decknamen „Joker“. Er beliefert verschiedene Länder mit Waffen, sowie einen der Vier Kaiser, Kaido, mit künstlichen Teufelsfrüchten. Genau wie Ruffy besitzt er auch die Fähigkeit des Königshakis.
Seine Kommandanten sind Trebol (spanisch für Kreuz), Pica (spanisch für Pik) und Diamante (spanisch für Karo), welche alle ein französisches Kartenblatt bilden. De Flamingo steht dabei für den Joker. Früher war auch Corazón (spanisch für Herz) einer von Flamingos Kommandanten, bis er von Flamingo getötet wurde.
Er war etwa ein Jahrzehnt Herrscher der Insel Dress Rosa, bis Ruffy und seine Piratenallianz ihn gestürzt haben. Nach der Niederlage wurde er von der Marine verhaftet und in Impel Down inhaftiert.

### Weitere

#### Gol D. Roger
ゴール・D・ロジャー   Gōru Dī Rojā   53 Jahre – Alter zum Zeitpunkt des Todes
Bekannt als Gold Roger, war der König der Piraten. Nachdem er das One Piece versteckt hatte, wurde er 22 Jahre vor Beginn der Handlung in seiner Geburtsstadt Loguetown hingerichtet. Sein Tod läutete das große Piratenzeitalter ein. Offiziell wurde Roger von der Marine gefasst, doch die Wahrheit ist, dass Roger sich selbst stellte, weil er an einer unheilbaren Krankheit litt und ohnehin hätte sterben müssen. Doch er wusste, dass seine Hinrichtung entgegen den Hoffnungen der Weltregierung die neue Piratenära nicht abschrecken, sondern sogar noch ermutigen würde. So kam es dann, dass viele Piraten zur Grandline auszogen, um seinen Platz einzunehmen. Er hat die Fähigkeit besessen, die Stimmen aller Dinge zu hören. Rogers rechte Hand und Vizekapitän war Silvers Rayleigh. Zudem ist Roger der leibliche Vater von Ace, bekam seinen Sohn jedoch nie zu sehen, da dieser nach seiner Hinrichtung geboren wurde. Darum bat Roger den Marine Vize-Admiral Monkey D. Garp Ace zu adoptieren. Gol D. Roger und Silvers Rayleigh gehören auch zu den wenigen Personen, die wissen was während des verlorenen Jahrhunderts geschah. Nach diesem war das antike Königreich verschwunden und die Weltregierung entstanden.

#### Portgas D. Ace
ポートガス・D・エース   Pōtogasu Dī Ēsu   20 Jahre – Alter zum Zeitpunkt des Todes
Portgas D. Ace (früher Gol D. Ace und im deutschen Puma D. Ace), früher auch als Feuerfaust bekannt, ist Ruffys drei Jahre älterer Ziehbruder und ein ehemaliger Kommandant von Whitebeards Piratenbande. Seinen Spitznamen verdankt er seiner Teufelskraft, die er durch die Feuerfrucht erlangte. Mit dieser Logiakraft ist Ace selbst zu Feuer geworden. Ace hat einen muskulösen Körper und ist auch in der Lage, ohne seine Teufelsfrucht zu kämpfen. Ebenso wie Ruffy und Garp neigt auch Ace dazu, während des Essens und in Unterhaltungen einzuschlafen. Ace ist aufopferungsvoll, stark und würde sich niemals einem Mann anschließen, der nur auf Macht aus ist. Als Whitebeard-Pirat trägt er das Zeichen Whitebeards als Tätowierung auf dem Rücken und betrachtet Whitebeard als seinen Vater.
Ace ist der Sohn des Piratenkönigs Gol D. Roger sowie von Portgas D. Rouge. Aufgrund seiner Blutsverwandtschaft zu Roger sollte Ace durch Einheiten der Marine und der Weltregierung getötet werden, weswegen seine Mutter ihn 20 Monate in sich trug, um ihn vor diesem Schicksal zu schützen. Die Weltregierung wollte kein Risiko eingehen und ließ alle Kinder, die als mögliche Erben in Frage kamen, töten. Wo Ace geboren wurde, ist nicht bekannt. Nach dem Ende der Suchaktion gebar Rouge schließlich das Kind und starb nach der Geburt an Erschöpfung. Wäre Ace ein Mädchen geworden, hätte er Ann geheißen. Auf Rogers Bitten hin adoptierte der Marineheld Garp Ace und überließ ihn der Obhut von Bergräubern unter dem Kommando von Dadan, die im Königreich Goa im East Blue ihre Heimat haben. Diese leibliche Herkunft weist Ace allerdings von sich. Den Namen Portgas trägt er im Gedenken an seine Mutter.
Dort wuchs er dann auf, obwohl ihm seine Abstammung Zweifel an der Berechtigung seiner Existenz bereiteten. Dennoch nahm er herablassende Äußerungen zu dieser Abstammung mit großer Aggression auf und scheute sich nicht, andere Menschen so schwer zu verletzen, dass diese beinahe starben. Bei seinen Erkundungen lernte er den adligen Jungen Sabo kennen, mit dem er Geld stahl und es in einem Versteck sammelte. Als Ruffy ebenfalls der Obhut von Dadan übergeben wurde, machte Ace keine Anstalten sich mit ihm anzufreunden und versuchte ihn mehrmals seinem Schicksal zu überlassen. Erst als Ruffy sowohl Ace als auch Sabo und ihr Versteck vor Piraten beschützen wollte, verbrüderten sie sich. Dann begangen sie ein Training, das hauptsächlich aus Kämpfen bestand, bei dem Ace mit Sabo ebenbürtig und Ruffy überlegen war. Nach dem vermeintlichen Tod Sabos trainierten sie alleine.
Ace brach drei Jahre vor Ruffy vom Windmühlendorf aus zu seiner Abenteuerreise in die Welt auf. Er gründete die Spades-Piratenbande, die vorhatte, sich Whitebeards Kopf zu holen. Daraus ergab sich ein zehntägiger Kampf gegen den Fischmenschen und damaligen Samurai Jinbei, der unentschieden endete. Daraufhin lud die Weltregierung Ace ein, den Titel eines Samurai der Meere zu tragen, was Ace aber ablehnte. Schließlich bekam Ace die Chance auf einen Kampf gegen Whitebeard, den Ace vernichtend verlor. Daraufhin integrierte Whitebeard die Spades-Piraten in seine Bande. Ace hasste Whitebeard dafür erst und versuchte mehrmals erfolglos ihn zu töten. Später akzeptierte Ace sein Schicksal und Whitebeard als seinen Vater. Er wurde schließlich Kommandant der 2. Division der Whitebeard-Piratenbande.
Zu seiner Division zählte auch der schon ältere Pirat Marshall D. Teach. Als dieser den Kommandanten der 4. Division, Thatch, ermordete, da dieser die von Teach lang gesuchte Finsterfrucht fand und daraufhin floh, bestand Ace darauf, ihn zu verfolgen und ihn dafür zu töten, auch wenn Whitebeard trotz seines Kodex dagegen war. Nach einer langen Reise, auf der er auch Ruffy im Wüstenstaat Alabasta wiedersah, begegnete er Teach auf der Insel Banaro auf der Grand Line und forderte ihn zum Kampf, den Ace verlor. Teach lieferte Ace daraufhin der Marine aus, die ihn im Unterwassergefängnis Impel Down einsperrten und zum Tode verurteilten. Im Marine-Hauptquartier von Marineford soll Ace hingerichtet werden, weil die Marine dort am besten ihre komplette Streitmacht sammeln konnte, da Whitebeard alles in seiner Macht tun wird, Ace zu retten. Dies hatte die Schlacht von Marineford zur Folge, wo Ace gerade noch von Ruffy und Mr. 3 vor seiner Hinrichtung bewahrt wurde. Doch durch eine beleidigende Aussage des Admirals Aka Inu gegenüber Whitebeard, griff Ace ihn an und wurde von ihm schwer verwundet. Als Akainu Ruffy töten will, stellt sich Ace ihm in den Weg und fing den Angriff ab, der Ruffy zwar das Leben rettete, ihn selbst aber so schwer verletzte, dass er an diesen Verletzungen verstarb.
Ace wurde neben dem ebenfalls in der Schlacht gefallenen Whitebeard von der Shanks-Bande sowie der Whitebeard-Bande auf einer Insel in der Neuen Welt feierlich bestattet.

#### Silvers Rayleigh
シルバーズ・レイリー   Shirubāzu Reirī   78 Jahre
Silvers Rayleigh, auch als der dunkle König bekannt, war zu Gol D. Rogers Lebzeit dessen Vizekapitän und ist gegenwärtig als Ummantelungsspezialist auf dem Sabaody Archipel tätig. Die Strohhutbande sucht ihn dort auf um ihr Schiff ummanteln zu lassen. Er ist ein sorgloser Mann, der sich sogar selbst als Sklave verkauft, um Schulden zu begleichen. Stets kann er sich auch aufgrund seiner Fähigkeiten befreien.
Rayleigh lernte Roger auf seinem ehemaligen Hausboot kennen. Sofort rief der spätere Piratenkönig ihn dazu auf, sich ihm anzuschließen, um so für Unruhe in der Welt zu sorgen, was Rayleigh nach anfänglichem Zögern zustimmt. Rayleigh sorgte häufig für Ordnung auf dem Schiff, z. B. als Shanks und Buggy sich darüber stritten, ob es am Nordpol oder Südpol kälter ist. Nach der Hinrichtung Rogers tauchte er auf dem Sabaody Archipel unter und begann mit dem Aufbau seines Ummantelungsbetrieb. Rayleigh ist zudem ein guter Freund von Okta, den er seit dessen Kindheit kennt.
Ruffy lernte er im Human Shop kennen. Er erkannte sofort sein Potenzial, da er ihn aufgrund des Strohhutes, den Roger einst trug, an seinen ehemaligen Kapitän erinnerte. Deswegen stimmte er auch zu, die Thousand Sunny für die Reise zur Fischmenscheninsel zu beschichten. Zudem verschaffte er der Strohhutbande Zeit zur Flucht, als diese von Admiral Kizaru angegriffen wurden. Dennoch konnte er die Niederlage der Strohhüte nicht verhindern. Während deren Abwesenheit beschichtet er die Thousand Sunny.
Nach der Schlacht von Marineford sucht Rayleigh Ruffy auf Amazon Lily, der Insel der Frauen, auf. Er bringt Ruffy dazu, erneut das ehemalige Marinehauptquartier auf der Insel Marine Ford aufzusuchen, um mit einem daraufhin in der Zeitung veröffentlichten Foto den restlichen Strohhüten eine Nachricht zukommen zu lassen. Im Anschluss begibt er sich mit Ruffy nach Rusukaina, wo er ihm die Grundlagen der drei Hakiarten beibringt.

#### Don Quichotte Rosinante
ドンキホーテ・ロシナンテ   Donkihōte Roshinante   26 Jahre – Alter zum Zeitpunkt des Todes
Rocinante (auch Corazon genannt) war der jüngere Bruder von Don Quichotte de Flamingo. Er und sein Bruder waren die Söhne des Weltaristokraten Don Quichotte Homing, der seinen Adelsstatus aufgegeben hatte. Rocinante war Teil von Flamingos Bande, aber arbeitete mit dem damaligen Admiral Senghok im Geheimen zusammen, um die kriminellen Pläne seines Bruders zu durchkreuzen. Er wurde bei dem Versuch Law zu retten von seinem Bruder getötet.

## Marineangehörige

### Marineangehörige im aktiven Dienst

#### Smoker
スモーカー准将   Sumōkā Junshou   36 Jahre
Bei seinem ersten Kontakt mit der Strohhutbande ist Smoker Kapitän der Marine und Kommandant der Marinebasis in Logue Town, später wird er bis zum Vizeadmiral befördert. Dank seiner Teufelskraft kann er Rauch erzeugen oder sich in Rauch verwandeln. Als Kind war er Augenzeuge der Hinrichtung von Gold Roger, ein Erlebnis, welches ihn zu einer Karriere bei der Marine antrieb. Obwohl er zur Marine gehört, arbeitet er zuweilen, wenn auch unfreiwillig, mit der Strohhutbande zusammen. Bei den höheren Offizieren besitzt Smoker trotz seiner Leistungen einen sehr miserablen Ruf.
In Logue Town sah er es als seine Aufgabe an, Piraten davon abzuhalten die Grand Line zu erreichen. So auch Ruffy, der Smokers Logia-Kräften unterlegen war, jedoch von Monkey D. Dragon gerettet wurde. Er verfolgte die Strohhutbande daraufhin bis nach Alabasta, wo sie schließlich gemeinsam von Sir Crocodile gefangen genommen werden. Als ihre Zelle unter Wasser gesetzt wird, wird Smoker auf Ruffys Befehl hin von Zorro vor dem Ertrinken gerettet. Er zieht sich daraufhin zurück und befiehlt Tashigi die Strohhüte weiter zu verfolgen.
Als Marineoffizier ist Smoker auch an der Schlacht von Marineford beteiligt. Im Anschluss lässt er sich von Kuzan in die neue Welt versetzen, um dort die Ankunft der Strohhutbande zu erwarten.
Kurz nach den Strohhüten trifft er auf Punk Hazard ein. Nachdem er Law im Kampf unterlegen ist, wird er gemeinsam mit ihm und einem Teil der Strohhüte gefangen genommen. Nach der Flucht schließt er sich mit der Strohhutbande zusammen, da sie dieselben Ziele verfolgen. Als die Strohhüte die Insel verlassen, taucht de Flamingo auf und will Smoker töten. Er wird von Kuzan gerettet.

#### Tashigi
たしぎ   Tashigi Shoui   23 Jahre
Tashigi ist Smokers Stellvertreterin. Bei ihrem ersten Auftritt bekleidete sie den Rang eines Leutnants, mittlerweile ist sie zum Kapitän der Marine befördert worden. Sie ist Schwertkämpferin und hat es sich zur Aufgabe gemacht, besonders wertvolle Schwerter von Piraten und Verbrechern einzusammeln, damit sie nicht von diesen missbraucht werden.
Tashigi sieht Zorros verstorbener Freundin Kuina sehr ähnlich. In Louge Town trafen die beiden erstmals aufeinander. Während Zorro dieser Umstand sehr zu schaffen macht, versteht Tashigi nichts davon.
In Alabasta erhält sie von Smoker den Auftrag, die Strohhutbande zu verfolgen. Er überlässt ihr die Entscheidung, ob die Strohhüte festgenommen werden sollen. Nachdem Ruffys Crew die Stadt Arbana vor der Zerstörung gerettet hat, lässt Tashigi sie laufen und nimmt Sir Crocodile fest.
Auf Punk Hazard war sie ähnlich wie Smoker Law unterlegen und wurde später mit diesem gefangen genommen, woraufhin Law ihre Herzen austauschte, so dass sich Tashigi in Smokers Körper befand und umgekehrt. Nach der Flucht schließt sie sich, ebenso wie die anderen Marinesoldaten, im Kampf gegen Caesar Crown mit der Strohhutbande zusammen.

#### Sakazuki (Akainu)
サカズキ (赤犬) 大将   Sakazuki (Akainu) Taishō   55 Jahre
Sakazuki ist Großadmiral der Marine und besitzt die Teufelskraft der Magma-Frucht, wodurch er sich in Magma verwandeln und diese auch kontrollieren kann. Er war zunächst ein Admiral der Marine. Sein Spitzname „Akainu“ bedeutet „Roter Hund“ und deutet an, dass er sehr aggressiv und kompromisslos gegen Piraten und andere Gegner der Weltregierung vorgeht. So verfolgte er die beiden Brüder Ace und Ruffy, tötete wenig später Ace und verletzte Ruffy lebensgefährlich, wodurch Ruffy seitdem eine große, X-förmige Narbe davon trägt. Zudem ermordete er einen Marinesoldaten, weil dieser die Teilnahme am Krieg verweigerte. Schon in jungen Jahren galt er als herzlos, er ermordete alle Schiffsflüchtlinge von Ohara. Nach dem Rücktritt von Großadmiral Sengoku setzte er sich in einem erbitterten zehntägigen Kampf gegen Admiral Kuzan (Aokiji) durch und ist nun der Großadmiral und damit Oberbefehlshaber der Marine.
Wie alle Admiräle ist auch Akainu nach einem bekannten japanischen Schauspieler inspiriert und gezeichnet worden. In seinem Fall handelt es sich um Bunta Sugawara. Akainu ist zudem die erste Figur in One Piece, der eine wichtige wiederkehrende Nebenfigur tötete.

#### Borsalino (Kizaru)
ボルサリーノ   Borusarīno   58 Jahre
Borsalino ist Admiral der Marine und besitzt die Teufelskraft der Funkel-Frucht, wodurch er sich in Licht verwandeln und Lichtstrahlen abschießen kann. Sein Spitzname „Kizaru“ bedeutet Gelber Affe.
Nach Ruffys Angriff auf einen Weltaristokraten ist es Borsalino, der dem Hilferuf zum Sabaody Archipel folgt. Er schlägt Zorro zu Boden und will ihn töten, kann aber von Rayleigh aufgehalten werden.
Borsalino ist – anders als Sakazuki – deutlich gelassener und ruhiger. Auch im Kampf spricht er stets ruhig und trägt ein eigenartiges Grinsen im Gesicht. Er belächelt die meisten seiner Gegner und ist teilweise sehr sarkastisch. Eigentlich scheint er selten bei der Sache zu sein, doch in der Schlacht von Marineford zum Beispiel zeigt er seine erbarmungslose Seite.
Als Admiral der Marine verfügt Borsalino über gewaltige Stärke, wie alle ranghohen Offiziere innerhalb der Marine verfügt er über ein starkes Haki und wird nicht nur deswegen sehr gefürchtet.
Borsalinos Aussehen ist angelehnt an den japanischen Schauspieler Kunie Tanaka.

#### Corby
コビー曹長   Kobii Souchou   18 Jahre
Corby trifft bereits im zweiten Kapitel auf Ruffy, noch vor den anderen Mitgliedern der Strohhutbande. Zu diesem Zeitpunkt ist er Mitglied in der Mannschaft der Piratin Alvida, von der er gefangen genommen wurde. Er begleitet Ruffy nach dessen Sieg über Alvida bis nach Shellstown. Dort tritt er der Marine bei, da es sein Traum ist, ein Admiral der Marine zu werden.
Als Garp in Water Seven erscheint, zeigt sich, dass Corby in dessen Einheit versetzt wurde und er nun seine Ausbildung übernimmt.
In der Schlacht von Marineford zeigt Corby die Fähigkeit des Haki. Nachdem sowohl Ace als auch Whitebeard gestorben sind, stellt er sich Akainu entgegen, um das weitere Blutvergießen zu beenden. Akainu will ihn daraufhin töten, Shanks rettet ihn jedoch.
Nach der Schlacht stellt sich heraus, dass Corby zwar Haki-Fähigkeit besitzt, diese aber nicht kontrollieren konnte. Dennoch konnte er sich mittlerweile zum Kapitän hocharbeiten und gilt als Held des Rocky Port-Vorfalls, welcher noch nicht (Stand 30. Juni 2018) näher beschrieben wurde.

#### Issho (Fujitora)
Issho ist ein Admiral der Marine, der nach der Schlacht von Marineford gleich in dieser Position (d. h. als Admiral) in die Marine aufgenommen worden ist. Er hat sich dafür in einem großen Bewerberverfahren durchgesetzt und aufgrund seiner Fähigkeiten genießt er auch das Vertrauen von Großadmiral Sakazuki, wenngleich er sich im Wesen und Charakter doch merklich von diesem unterscheidet: Er handelt ruhig und ihm ist wichtig, dass Zivilisten bei Kämpfen nicht in Mitleidenschaft gezogen werden. Er ist ein guter Schwertkämpfer und besitzt die außerordentliche Fähigkeit, die Schwerkraft zu manipulieren und obwohl er blind ist, kann er seine Umgebung sehr gut wahrnehmen. Sein Spitzname Fujitora bedeutet übersetzt in etwa „lila/fliederfarbener Tiger“.
Er kämpfte in Dressrosa gegen Sabo, allerdings bewusst halbherzig und es kam zu keinem Sieger. Gegenüber De Flamingo erklärte er, dass das System der „Sieben Samurai der Meere“ abgeschafft gehört.
Er erfuhr von Smoker, was sich damals in Alabasta ereignet hatte und wie die Regierung dies vertuschte. Aus diesem Grund entschuldigte er sich öffentlichkeitswirksam dafür, dass die Weltregierung De Flamingo gewähren ließ. Da Issho über diesen Schritt keine Rücksprache mit Großadmiral Sakazuki hielt und sowohl Ruffy als auch Law entkommen ließ, darf er keine Marinebasis mehr betreten solange er die beiden nicht gefangen genommen hat.
Isshos reales Ebenbild ist der japanische Schauspieler Shintarō Katsu in seiner Rolle aus der Filmreihe Zatōichi.

#### Helmeppo
ヘルメッポ軍曹   Herumeppo Gunsou   22 Jahre
Helmeppo ist ein Marineoffizier im Rang eines Korvettenkapitäns, der Weggefährte von Corby und der Sohn des ehemaligen Marinekapitäns Morgan.
Ursprünglich war Helmeppo ein verwöhntes Kind, der die Stellung und die Macht seines Vaters nutzte, um sich Vorteile zu erschleichen. Genauso wie Morgan tyrannisierte er die Einwohner von Shellstown und drohte ihnen auch mit seinem Fuchs Solo, bis dieser von Zorro getötet wurde. Er ließ Zorro dafür festnehmen und an einen Pfahl binden. Um Zorro weiter zu quälen, versprach er, ihn nach dreißig Tagen zu befreien, wenn er bis dahin ohne Wasser und Nahrung noch lebe, was sich letztendlich nur als Lüge herausstellte. Ruffy griff jedoch in den Kampf ein und besiegte Morgan, womit dessen Macht zerfiel und auch Helmeppo keinen Vorteil hatte.
Daraufhin trat er der Marine bei und wurde so zum Weggefährten von Corby. Als Matrosen wurden beide für niedere Arbeiten ausgenutzt. Bei einem Auftrag waren sie Zeuge der Übergabe Morgans an den Marine-Vizeadmiral Monkey D. Garp. Doch Morgan konnte mithilfe von Helmeppo entkommen, den er als Geisel nahm. Helmeppo wurde zwar wieder freigelassen, schwor jedoch ein Marineoffizier zu werden, um seinen Vater verhaften zu können. Zusammen mit Corby wurde er von Garp unter die Fittiche genommen und musste ein hartes Ausbildungsprogramm absolvieren. Dabei wird ihm klar, dass er sein früheres Leben nur wiedererlangen könne, wenn er stärker wird, um so als Marineoffizier dieselben Privilegien wie einst sein Vater zu erhalten.
Helmeppo ist jedoch Corby immer unterlegen, was die Beförderung angeht. In der Zwischenzeit stieg er jedoch zu Offiziersanwärter auf und lernte einen Kampfstil, für den er zwei Kukrischwerter nutzt. Beim Wiedersehen mit Ruffy und Zorro auf Water Seven wurde er jedoch verschmäht, da man sich bei ihm nur an den Tyrannensohn erinnere. Genauso wie Corby war er später auch bei der Schlacht von Marineford anwesend und versteckte sich zumeist, da er sich den Fähigkeiten der Whitebeard-Piraten nicht gewachsen fühlte. Dennoch überlebte er die Schlacht.

### Ehemalige bzw. emeritierte Marineangehörige

#### Kuzan (Aokiji)
クザン (青雉) 大将   Kuzan (Aokiji) Taishō   49 Jahre
Kuzan war ein Admiral der Marine, sein Spitzname „Aokiji“ heißt übersetzt „Blauer Fasan“. Er hat ein ruhiges Wesen und besitzt die Logia-Teufelskraft der Gefrier-Frucht und ist daher in der Lage Eis zu kontrollieren. Er vertritt die Marine nach dem Motto der Schlampigen Gerechtigkeit. Großadmiral Senghok wünschte sich ihn als Nachfolger, aber aus den Reihen der Weltregierung gab es Unterstützung für Sakazuki (Akainu). Kuzan vertrat als Admiral eine wesentlich gemäßigtere Vorgehensweise gegenüber Widersachern der Weltregierung und konnte deshalb Sakazuki als Großadmiral nicht akzeptieren. Auf der Insel Punk Hazard kam es schließlich zum Duell um die Nachfolge. Als er das Duell nach zehn Tagen verlor, hat er die Marine verlassen. Später verbündete er sich mit Blackbeard.

#### Monkey D. Garp
モンキー・D・ガープ   Monkī D. Gāpu   78 Jahre
Monkey D. Garp ist ein Vizeadmiral der Marine, Ruffys Großvater, Dragons Vater und war derjenige, der offiziell den Piratenkönig Gol D. Roger gefangen nahm. Er wird Held der Marine genannt, da er 38 Jahre vor dem Vorfall von Wa No Kuni die Rocks-Piratenbande auf God Valley besiegte. Den Ruhm hatte er zum Teil auch Gold Roger zu verdanken, da Garp und er sich für diese Schlacht verbünden mussten, was die Marine und die Weltregierung jedoch verschweigen.
Auf Bitten Rogers hin, nahm Garp Rogers Sohn Ace nach dem Tod seiner Geliebten Portgas D. Rogue zu sich, um ihn vor der Marine zu beschützen. Garps Charakter ist dem von Ruffy nahezu identisch. Beide sind sehr sorglos und dickköpfig. Zudem scheint Garp ebenso wie Ace und Ruffy an einer Narkolepsie zu leiden, wodurch sie zu den seltsamsten Zeiten einschlafen. Eine Beförderung zum Admiral lehnte er stets ab, da er nicht nach mehr Macht strebte. Er gilt als sehr streng zu seinen Untergebenen und scheut sich auch nicht davor, körperliche Gewalt anzuwenden.
Sein Plan war es, sowohl Ruffy als auch Ace zu Marinesoldaten zu erziehen. Da ihn seine Pflichten jedoch davon abhielten, sich selbst um ihre Erziehung zu kümmern, brachte er erst Ace und später Ruffy zu den Bergräubern von Dadan. Er scheint aber trotzdem mit dem Leben der beiden als Piraten einverstanden zu sein. So lacht er zum Beispiel, als er von Senghok auf Ruffys Taten hingewiesen wird und meint, dass er stolz auf seinen Enkel sei.
Während der Schlacht von Marineford ist er zwar anwesend, beteiligt sich aber zuerst nicht aktiv an der Kampfhandlung. Erst als Marco in seiner Phoenix-Form das Schaffort nährte, schlug er ihn in den Boden und beteiligte sich am Krieg. Als Ruffy in Begriff war, Ace zu erreichen, stellt sich Garp seinem Enkel halbherzig in den Weg, wird aber mit nur einem Schlag besiegt. Als Akainu Ace tötet muss Garp von Senghok zu Boden geschlagen werden, da er nach eigener Aussage Akainu sonst umbringen würde. Nach der Schlacht von Marineford erklärte er zusammen mit Senghok seinen Rücktritt, erklärte sich aber weiterhin bereit, die jungen Marinesoldaten auszubilden.

#### Senghok
仏のセンゴク元帥   Hotoke no Sengoku Gensui   79 Jahre
Senghok, auch als Buddha bekannt, ist bis zur Schlacht von Marineford Großadmiral und damit Oberbefehlshaber der Marine gewesen. Wie viele andere Offiziere strebte er nach der „absoluten Gerechtigkeit“. Sein Spitzname leitet sich von seiner Teufelskraft ab, der Mensch-Mensch-Frucht Modell: Daibutsu „großer Buddha“. Stets bei ihm war eine Ziege.
Während der Schlacht von Marineford überwachte Senghock persönlich das Schafott, auf welchem Ace hingerichtet werden sollte. Von dort gab er auch den Marinesoldaten und der Weltbevölkerung preis, dass Ace der Sohn des Piratenkönigs Gold Roger ist.
Nach Shanks Eingreifen beendet er den Krieg und stimmt bedingungslos dessen Forderung zu, dem Piraten die Leichen von Ace und Whitebeard zu überlassen. Im Anschluss an die Schlacht reicht er bei Kong seinen Rücktritt ein, bleibt jedoch in der Marine, um Soldaten zu trainieren.
Nach dem Vorfall auf Dress Rosa war er im Auftrag Akainus als Oberinspektor unterwegs und untersuchte diese. Dabei legte er ein ähnliches Verhalten wie Garp an den Tag.

## Weltregierung

### Die Fünf Weisen
五老星   Gorōsei
Die Fünf Weisen bilden offiziell die höchste politische Macht und Oberhaupt der gesamten Weltregierung. Sie kontrollieren vom Heiligen Land Mary Joa aus sämtliche Regierungsorgane, die Marine, die Sieben Samurai der Meere und die Cipher Pol. Tatsächlich unterstehen sie wiederum allerdings noch dem mysteriösen „Im“.

### Kong
コング   Kongu
Kong war Senghoks Vorgänger als Großadmiral der Marine, wurde inzwischen aber zum Generalkommandanten befördert. Als solcher ist er Oberbefehlshaber sämtlicher Streitkräfte und Teil der Weltregierung.

### Magellan
マゼラン   Mazeran   47 Jahre
Magellan war Leiter des Gefängnisses Impel Down, er ist zurückgetreten, nachdem Ruffy ausgebrochen ist. Er hat von der Gift-Frucht gegessen und kann seitdem Gift erzeugen. Gift ist seine Leibspeise, weswegen er an schweren Magenproblemen leidet.
Magellans typischer Arbeitstag während seiner Zeit als Direktor von Impel Down erscheint auf den ersten Blick nicht ganz verständlich. Er sitzt zehn Stunden wegen seiner Magenprobleme auf der Toilette und schläft acht Stunden, weswegen er nur vier Stunden abzüglich Pausen und Mahlzeiten am Tag arbeitet. Dennoch genießt er den Ruf als zuverlässiger Direktor, auf den man sich im Ernstfall verlassen kann.
Nach dem Ausbruch von Ruffys Ace-Allianz wird Magellan zum Vize-Leiter degradiert, während Hannyabal zu seinem Nachfolger ernannt wurde.

### Dr. Vegapunk
Dr. ベガパンク   Dr. Begapanku
Dr. Vegapunk ist Chefwissenschaftler der Weltregierung. Er lebt auf der futuristischen Insel Egghead. Äußerlich erinnert er an Albert Einstein. Seine Teufelskraft ermöglicht ihm, unbegrenzt Wissen zu speichern. Dies hatte zur Folge, dass sein Gehirn im Laufe der Zeit größer wurde als sein kompletter restlicher Körper. Durch eine Operation lagerte er sein Wissen in eine große Datenbank namens Punk Records aus. Diese schwebt über der Insel und kommuniziert drahtlos mit Dr. Vegapunk. Sein rudimentäres Gehirn ist mit einer apfelförmigen Antenne verbunden. Darüber hinaus baute er 6 sogenannte Satelliten, die entweder einem Menschen oder einem Roboter ähneln. Jeder dieser Satelliten verkörpert einen Wesenszug von Dr. Vegapunk. Diese sind ebenfalls drahtlos mit der Datenbank verbunden und teilen ihr Wissen in Echtzeit untereinander aus. Ansonsten ist über seine Arbeit einiges bekannt. So gelang es ihm unter anderem, Teufelskräfte auf Gegenstände wie eine Pistole oder ein Schwert zu übertragen, so dass diese sich in Tiere verwandeln können. Vegapunk war es auch, der Bartholomäus Bär zum Cyborg umbaute und weitere „Pacifistas“ nach dessen Vorbild erschuf. Laut Bartholomäus Bär soll Vegapunks Wissen dem Stand entsprechen, den andere Menschen erst in 500 Jahren erreichen würden.
In der Vergangenheit hatte er mit Caesar Crown zusammengearbeitet.

## Sonstige Gegenspieler

### Alvida mit der Eisenkeule
アルビダ   Arubida   27 Jahre
Alvida ist die erste Gegnerin Ruffys in One Piece, Kapitän ihrer eigenen Piratenbande und eine Kommandantin der Buggy-Bande. Bei ihrem ersten Auftritt verfügte sie noch nicht über Teufelskräfte, erst in den Coverstories um Buggy zeigte sich, dass sie die Alabasterfrucht gegessen hatte. Mit dieser Teufelskraft wurde sie wunderschön und ihre Haut unverwundbar. Ihr letztes bekanntes Kopfgeld betrug 5 Millionen Berry.
Alvida wird aufgrund ihrer bevorzugten Waffe auch Alvida mit der Eisenkeule genannt. Bei ihrem ersten Auftritt war Alvida stark übergewichtig und hatte Sommersprossen. Mit ihrer Bande terrorisierte sie den East Blue und nahm den Jungen Corby auf, der sich aus Versehen auf ihr Schiff verirrt hatte und machte ihn zum Mädchen für alles. Alles änderte sich, als die Bande ein Fass aus dem Meer fischte, in dem sich Ruffy vor einem Sturm versteckte, um nicht in den Fluten unterzugehen. Daraufhin besiegte Ruffy Alvida und ihre Bande und konnte so Corby befreien, woraufhin Alvida Rache schwor.
Kurz darauf aß Alvida die Alabasterfrucht und rettete Buggy vor einem Riesenkrebs. Sie verstanden sich auf Anhieb, zumal auch Buggy in der Zwischenzeit von Ruffy besiegt wurde. Deswegen verbündete sie sich mit ihm, um so leichter Rache an dem Strohhut zu nehmen. Die einzige Gelegenheit ergab sich in Louge Town, doch durch gewisse Fügungen, scheiterte der Plan. Trotzdem folgten Alvida und Buggy Ruffy auf die Grand Line.
Als Buggy von der Marine festgenommen und in Impel Down eingesperrt wurde, übernahm Alvida den Oberbefehl über die Buggybande und verhinderte so, dass diese einen aussichtslosen Plan zur Befreiung Buggys durchführten und wahrscheinlich ihr Leben gelassen hätten.

### Captain Morgan
斧手のモーガン大佐   Onote No Moogan Taisa   44 Jahre
Morgan, auch bekannt als Morgan, mit dem Beilarm ist ein Sträfling auf der Flucht, ehemaliger Kapitän der Marine und ehemaliger Kommandant der Marinebasis von Shellstown im East Blue. Seinen Beinamen hat er von seiner Waffe, einer Axt, die in seinem rechten Arm integriert wurde. Morgan hat ein Eisenkinn, eine Prothese, die er tragen muss, nachdem sein Unterkiefer vom Piraten Käpt’n Black zertrümmert wurde. Er ist der Vater von Helmeppo, der später selber Marinesoldat wird.
Morgan ist kaltblütig und skrupellos. Seine Stellung als Marinekapitän und Kommandant einer Marinebasis, die er deswegen zu verdanken, dass er den vermeintlichen Käpt’n Black gefangen hatte, nutzte er als Machtposition aus, um Marinesoldaten und Zivilbevölkerung nach Belieben zu tyrannisieren und für sein Wohlergehen zu missbrauchen. Zweifel an seinen Befehlen bestraft Morgan mit dem Tod. Erst mit der Einmischung Zorros und später Ruffys und Corbys zerfiel seine Macht, nachdem Ruffy und Zorro ihn besiegten. Morgan wurde daraufhin von seinem Untergebenen, dem Fregattenkapitän Tadellos, entmachtet, aus der Marine entfernt und festgenommen.
Morgan sollte später an den damaligen Vizeadmiral Monkey D. Garp überstellt werden. Hierbei war sein Sohn Helmeppo als Matrose anwesend, den Morgan als Geisel nahm und so seine Flucht ermöglichen konnte. Er ließ ihn später frei und flüchtete, was aus ihm hiernach wurde, ist unbekannt.
Ursprünglich sollte Morgan Käpt’ Chop heißen, doch Eiichiro Oda entschied sich dann doch für Morgan. Auch sein Aussehen war anders, so hatte er kein Eisenkinn, rauchte Zigarren und hatte eine andere Frisur.

### Käpt’n Black
百計のクロ   Hyakutei No Kuro   35 Jahre
Käpt’n Black, auch bekannt als Beauregard, ist der Kapitän der Black Cat-Piratenbande und ehemaliger Butler des Hauses Kaya auf Gecko Island, der Heimatinsel von Lysop. Seine Bande ist nach dem Thema Katze ausgerichtet. Er selber kämpft mit vier Schwertklingen an den Fingern. Black ist kurzsichtig und dementsprechend Brillenträger. Er trägt eine Brille, die ihm zu groß ist und deswegen immer verrutscht. Um sie nicht zu beschädigen, richtet er sie mit den Handballen, auch wenn er keine Klingen trägt. Sein früheres Kopfgeld betrug 16 Millionen Berry.
Blacks Kampfstil ist auf Geschwindigkeit und Voraussicht ausgerichtet. Er ist blitzschnell und kann eine ganze Einheit in Sekunden außer Gefecht setzen. Seine gefährlichste Attacke ist der Todesbuckel.
Black nutzte seine ruhige und intelligente Art, um dem Leben als Pirat zu entkommen. Zu diesem Zweck nutzte er die Dienste des Hypnotiseurs Jacko, um seinen Tod vorzutäuschen. Bei einem erneuten Angriff der Marine tötete er die ganze Einheit und ließ nur den Marinesoldaten Morgan am Leben. Diesen und einen Untergebenen Blacks hypnotisierte Jacko, damit letzterer denkt, er sei Käpt’n Black und Morgan hätte ihn gefangen, damit Black hingerichtet werden könnte, ein Schicksal, was nun dem Untergebenen bevorstand. Black hingegen landete auf Gecko Island im East Blue, wo er als ausgehungerter Landstreicher die Kayas um Arbeit und Nahrung bat, was ihm gewährt wurde.
Daraufhin wurde er als Beauregard Butler der Kayas und übernahm nach dem Tod der Eltern auch die Verantwortung der Tochter des Hauses, die dadurch immer kranker und schwächer wurde. Die Versuche Lysops, Miss Kaya, mit Geschichten aufzumuntern, nahm Black missgünstig auf und erteilte ihm Hausverbot, was Lysop nicht davon abhielt, dies weiter zu tun. Nach drei Jahren im Haus sollte die Bande die Insel überfallen und alle Bewohner und Zeugen töten, um so ungestört von der Marine leben zu können. Lysop und der eben auf der Insel gelandete Ruffy erfahren aber vom Plan und schaffen es Black davon abzuhalten, der daraufhin von seinen Gefolgsleuten mitgenommen wurde. Seitdem reist Black wieder mit seiner Bande über den East Blue.

### Don Creek
首領・クリーク   Don Kurīku   44 Jahre
Don Creek, auch bekannt als Pate des East Blues ist der Kapitän der Creek-Piratenbande, der größten Piratenbande des East Blues mit 50 Piratenkäpitänen und 5.000 Männern Besatzung. Creek ist ehrgeizig und skrupellos in seinen Mitteln. Sein Ziel war die Eroberung der Grand Line, das er mit allen Mitteln und Waffen erreichen will und nach seiner Ansicht nur mit einer Armada und ausreichend Feuerkraft zu erreichen wäre. Creeks Arsenal reichte von Schwertern und Geschützen aller Art über Defensivwaffen wie einer Stachelrüstung bis hin zu Giftgas. Sein Kopfgeld beträgt 17 Millionen Berry.
Obwohl Creek über eine schlagkräftige Armee verfügte, wurde er auf der Grand Line schnell von nur einem Mann, dem Samurai Falkenauge, aus Langeweile besiegt. Creek schaffte es mit dem Flaggschiff und einer Handvoll Soldaten von der Grand Line zurück zum East Blue zu fliehen und kam dank seines ersten Offiziers Gin trotz Verfolgung durch Falkenauge und der Marine unter dem Marinekapitän Fullbody mit den Eisenfäusten zum schwimmenden Seerestaurant Baratié, wo Sanji ihn vor dem Hungertod bewahrte. Dennoch plante Don Creek die Übernahme des Schiffes, als sein Flaggschiff durch Falkenauge zerstört wurde. Danach begann der Kampf zwischen Creeks Bande und der Crew des Baratié, die durch Ruffy unterstützt wurde. Trotz dem Ausspielen aller Waffen besiegte Ruffy Creek, der dennoch nicht aufgab und erst von Gin überwältigt wurde. Seitdem hat man nichts mehr von Creek gehört.

### Arlong Sägehai
ノコギリのアーロン   Nokogiri no Āron   41 Jahre
Arlong ist ein ehemaliger Kommandant der Sonnenpiratenbande und der ehemalige Kapitän der Arlong-Bande. Er ist ein Fischmensch der Form Sägehai, weswegen er eine Sägenase besitzt. Er ist rassistisch eingestellt: Die Fischmenschen sind die Spitze der Evolution und die anderen Menschen sind für ihn schwach und verachtenswert, was ihn aber nicht davon abhielt, die nautischen Fähigkeiten von Nami zu erkennen und wertzuschätzen. Mit seiner Verachtung für die anderen Menschen inspirierte er jüngere Fischmenschen, vor allem Hody Jones, der später nach seinem Vorbild eine ähnliche Bande auf die Beine stellt und Arlongs Weltanschauung durchsetzen will. Sein ehemaliges Kopfgeld beträgt 20 Millionen Berry. Arlong hat eine Halbschwester namens Shirley, die in deren Heimat ein Café führt und wahrsagen kann.
Wie alle Fischmenschen stammt er von der Fischmenscheninsel auf der Grand Line. In jungen Jahren war er dort ein Gesetzloser im Fischmenschenbezirk, wo er auch den späteren Samurai Jinbei kennenlernte. Arlong gründete die Arlong-Bande, zu der spätere Kommandanten wie Okta, Kiss und Schwarzgurt gehörten. Nachdem Fisher Tiger nach seinem Angriff auf die Welthauptstadt Mary Joa auf die Fischmenscheninsel zurückgekehrt war, gründete er die Sonnenpiratenbande, wo sich auch Arlong (mit Bande) und Jinbei anschlossen. Zusammen wollte man der Sklaverei durch gewisse Menschen ein Ende setzen, wo Arlong stets vorhatte, Menschen zu töten und dabei von Tiger und Jinbei daran gehindert werden musste. Nach dem Tod Tigers, der einer Falle der Marine ins Netz ging, drehte Arlong durch und griff die Drahtzieher an, wo er allerdings vom Vizeadmiral Borsalino (dem späteren Admiral Ki Zaru) besiegt und in Impel Down inhaftiert wurde. Nur durch die Ernennung Jinbeis zum Samurai wurde er begnadigt und von diesem im East Blue ausgesetzt.
Arlong, wütend darüber, stieg aus der Fischmenschenbande aus und reaktivierte so die Arlong-Bande, die beschloss, die Welt vom East Blue aus zu erobern und diese zu ihrem Hauptstützpunkt zu machen. Als Basis wählte er die Insel Konomi, wo Nami lebte. Aufgrund ihrer überwältigenden Stärke und der Unvorbereitetheit der Bewohner eroberte die Arlong-Bande die Insel sehr schnell. Bei einem seiner ersten Streifzüge durch die Insel kam er zu Bellemeres Haus, die Arlong überwältigte. Um ihre Kinder Nami und Nojiko zu schützen, zahlte sie das von Arlong festgelegte Tributgeld und wurde vom Sägehai erschossen, weil sie kein Geld mehr für ihr eigenes Leben hatte. Als Arlong Namis Navigationstalent erkennt, entführt er sie und macht sie zum Mitglied der Bande, damit sie Seekarten zeichnet, um so Arlongs Pläne zu beschleunigen. Mit den Tributgeldern, die die Inselbewohner zahlten, baute sich Arlong den Arlong Park, eine eigene Version des Sabaody Archipels, den Arlong als Kind immer besuchen wollte, was Fischmenschen jedoch verboten wurde. Außerdem bestach er den korrupten Marinekapitän Ratte, der Arlong unter seinen Schutz stellte.
Nami gab er das Versprechen, das Dorf Kokos für 100 Millionen Berry abzukaufen, was Nami zu einer geschickten Diebin machte. Doch Arlong betrog sie und so greift Ruffy in den Kampf gegen Arlong ein, der Nami als Navigatorin haben will. Ruffy gelang es Arlong zu besiegen und die Insel somit zu befreien, was ihm sein erstes Kopfgeld von 30 Millionen bescherte. Arlong wurde daraufhin verhaftet und befindet sich seitdem im Gewahrsam der Marine.

### Wapol, der Blechmensch
ブリキのワポル   Buriki No Waporu   29 Jahre
Wapol, auch Blechmensch genannt, ist der ehemalige König von Drumm (heute Sakura), der ehemalige Kapitän der Blinking-Piratenbande und der erfolgreichste Verkäufer von Spielzeugen. Er hat von der Munch-Munch-Frucht gegessen, was es ihm ermöglicht, alles essen zu können, gewisse Gegenstände wie Waffen zu integrieren und sie mit seinem Körper zu verschmelzen. Außerdem kann er zwei Personen fressen und sie so fusionieren. Zu seiner Zeit als König war er Mitglied der Weltregierung.
Wapol ist aufgrund seiner Stellung als König sehr arrogant, egoistisch und leicht reizbar. Für seine Untertanen ist er ein Tyrann, dem das Wohl seiner Leute egal ist. Wapol regierte mit Drumm das Land, das für seine hochqualitative medizinische Versorgung und seine hervorragend ausgebildeten Ärzte bekannt ist. Um das Volk von ihm abhängig zu machen, vertrieb er alle Ärzte bis auf 22 von Drumm, wobei er die 20 besten Ärzte in seinem Schloss unter Arrest stellte. Nur Doc Kuleha und Doc Bader waren die noch einzigen freien Ärzte auf Drumm. Als Blackbeard und seine Bande Drumm überfallen, flieht Wapol mit Getreuen sowie den Ärzten und lebt eine Zeit lang als Pirat auf der Grand Line.
Dort begegnet er erstmals der Strohhutbande, die auf der Suche nach einem Arzt für die schwer kranke Nami sind. Die erste Begegnung endet mit einem leichten Sieg für Ruffy und leichten Schaden für die Flying Lamb. Kurz darauf kehrt Wapol nach Drumm zurück, welches mittlerweile von Wapols ehemaligen Befehlshaber Dalton angeführt wird, der sich von Wapol abgewandt hatte. Wapol will daraufhin seinen alten Platz als König einnehmen, bemerkt jedoch, dass sein Schloss von Doc Kuleha und ihrem Assistenten Chopper in Beschlag genommen wurde. Zufälligerweise befinden sich auch Ruffy und Sanji im Schloss, die zusammen mit Chopper den Kampf gegen den Tyrannen aufnehmen und ihn schließlich besiegen und endgültig von Drumm vertreiben können.
Danach lebte er einige Zeit als Obdachloser, bis eines seiner Spielzeuge, welche er mithilfe seiner Teufelskraft herstellte, sich großer Beliebtheit erfreute. Dies machte ihn zu einem reichen Mann und zum erfolgreichsten Spielzeughändler der Welt.

### Enel
エネル   Eneru   39 Jahre
Enel ist ein ehemaliger Gott auf Skypia. Er besitzt die Teufelskraft der Donner-Frucht, durch die er Blitze erzeugen und sich in Elektrizität verwandeln kann. Zudem besitzt er das Observationshaki, wodurch er in der Lage ist, Angriffe vorherzusehen oder die Gedanken der Menschen zu lesen. Er stammt von der Himmelsinsel Birka, von der bisher nur bekannt ist, dass sie starke Kämpfer hervorbringt und von Enel bei seiner Abreise vernichtet wurde.
Aufgrund seiner Stärke und Fähigkeiten hat Enel einen Gott-Komplex, weswegen er gewaltsam die Macht über die Himmelsinseln und den Rang eines Gottes von Gan Fort an sich reißt. Gleich nach der Machtübernahme zwingt er die Himmelswachen von Gan Fort dazu, ihm die Arche Maxim zu bauen, ein gewaltiges Luftschiff aus Gold, das mit Elektrizität angetrieben wird. Sein Traum ist es, nach Fairy Vearth zu gelangen, einem fernen Ort, von dem er glaubt, dass er aufgrund seiner unbegrenzten Vorräte an Vearth (der Name für Erde bei den Bewohnern der Himmelsinseln) ihm würdig sei. Später sieht der Leser bzw. der Zuschauer, dass es sich hierbei um den Mond handelt.
Daraufhin tyrannisierte er die Himmelsinseln. Aufgrund seines Observationshaki, das auf Skypia als Mantora bekannt ist, ist er in der Lage die Gedanken der Bewohner zu hören. Kritische Gedanken oder Aussagen sowie Aktionen, die gegen das Gesetz verstoßen, bestraft Enel mit einem großen Blitz, der oft tödlich endet. Erst die Einmischung der Strohhutbande beendet diese Tyrannei. Um Spaß zu haben, veranstaltet Enel ein großes Spiel um den mysteriösen Ort Shandora, der bisher für große Konflikte zwischen den Shandia und den Himmelsbewohnern verantwortlich war. Die Strohhutbande, die Shandia, Gan Fort und Enels Himmelskrieger wurden darin involviert. Am Ende besiegt Ruffy nach mehreren Fehlversuchen Enel, da er als Gummimensch gegen die Fähigkeiten der Donnerfrucht immun war. Enel gelingt es dennoch nach Fairy Vearth zu entkommen und richtet sich dort neu ein.

### Foxy, der Silberfuchs
銀ギツネのフォクシー   Gin-gitsune no Fokushī   38 Jahre
Foxy, auch Silberfuchs genannt, ist der Kapitän der Foxy-Piratenbande. Er hat die Lahmfrucht gegessen, damit kann er einen Strahl erzeugen, mit dem er alles damit Getroffene für 30 Sekunden langsamer machen kann.
Foxy ist sehr schnell beleidigt und deprimiert, wenn er mal den Kürzeren zieht. Dennoch ist er sehr hinterhältig und scheut sich nicht seine Teufelskraft in Wettbewerben einzusetzen, um diese zu seinen Gunsten zu manipulieren. Von seiner 500 Männern starken Mannschaft sind neben Foxy eigentlich nur seine direkten Untergebenen Porsche und Hamburger Gründungsmitglied der Bande, der Rest wurde durch einen Wettbewerb namens Davy Back Fight in die Bande integriert.
Dieses Schicksal sollte die Strohhutbande auf Long-Ring-Long Island ebenfalls ereilen. Beim Davy Back Fight werden Kämpfe im Best-of-Three-Modus ausgefochten. Nachdem die Foxy-Bande das erste Spiel gewannen und somit Chopper, ging die zweite Partie an die Strohhutbande. Als Ruffy daraufhin Chopper auswählt ist Porsche am Boden zerstört. Den entscheidenden Kampf verlor Foxy, während einer Revanche, in einem Boxkampf gegen Ruffy, obwohl er nichts ausließ, um mit seiner Teufelskraft den Kampf für sich zu entscheiden. Doch Ruffy verlangte nur den Jolly Roger der Foxys und malte ihnen ein (lächerlich aussehenden) neuen Jolly Roger.

### CP9
シーピーナイン   Shī Pī Nain
Die CP9 ist die neunte, streng geheime Einheit der Cipher Pol, dem Geheimdienst der Weltregierung. Ihre Mitglieder beherrschen sechs besondere Kampftechniken, die sogenannte „Formel 6“, was die CP9 zur stärksten Einheit macht.

#### Spandam
スパンダム   Supandamu   41 Jahre
Spandam ist Direktor der CP9, verfügt aber selbst über keine besondere Stärke. Er hat einen sehr störrischen, hinterhältigen und kaltblütigen Charakter. Sein Amt hat er von seinem Vater Spandine übernommen. An seiner Seite steht Funkfried, ein Schwert, das die Elefantenfrucht gegessen hatte, was der Technologie des Wissenschaftlers Dr. Vegapunk möglich war.
Sein Ziel ist die Erlangung der Antiken Waffe Pluton, die er beim Fischmenschen und Schiffszimmermann Tom auf Water Seven vermutet. Vor seiner Zeit als CP9-Direktor versuchte er als Agent der CP6 erfolglos Tom die Pläne abzunehmen. Hoffnung brachte die Verhaftung Toms durch das Justizschiff der Weltregierung, weil Tom das Schiff für den Piratenkönig Gold Roger gebaut hatte, was einen schweren Straftatbestand darstellte, auf den eigentlich der Tod stehe. Spandam sieht darin seine Chance, die jedoch dadurch in Gefahr geriet, dass der Zimmermann eine Gnadenfrist von zehn Jahren erhält, um einen Seezug zu bauen. Als Tom dies gelang und er deshalb begnadigt werden sollte, sah sich Spandam gezwungen, eine Intrige einzuleiten, um Tom doch noch zur Todesstrafe zu bringen. So kaperten er und seine Agenten die Battle Frankys von Toms Schüler Cutty Framm und griffen das Justizschiff an, um den Verdacht auf Tom und seine Schüler zu lenken. Tom bot an, den Bau des Seezuges als Wiedergutmachung für diesen Angriff zu nehmen, verzichtete damit aber auf seine Freiheit. Für den Bau von Gol D. Rogers Schiff wurde er daraufhin zum Tode verurteilt. Wütend darüber schlug Cutty Framm Spandam so schwer zusammen, dass dieser eine schwere Gesichtsverletzung davontrug und seitdem eine braune Ledermaske tragen muss.
Spandam vermutete weiterhin, dass die Pläne von Pluton auf Water Seven sind. Zu diesem Zweck entsandte er die CP9-Agenten Rob Lucci, Ecki Zugluft, Bruno und Kalifa nach Water Seven, die die Galeera Company infiltrieren sollten. Nachdem diese ihre Mission erfüllt hatten und der Strohhutbande die Schuld für die Attentate zuschob, nahmen sie Nico Robin gefangen, die als einzige Überlebende Oharas die Pläne entziffern konnte. Während der Stürmung von Enies Lobby durch die Strohhutbande, die Galeera Company und die Familie Franky, gibt Franky selbst zu, dass er die Pläne von Pluton besitzt und verbrennt sie. Um dennoch Ruhm einzustreichen, nimmt Spandam die gefesselte Nico Robin mit und will sie am Tor der Gerechtigkeit der Marine übergeben. Dabei löst er aus Versehen den Buster Call aus, der Enies Lobby komplett zerstört. Die Strohhutbande kann Robin befreien, die daraufhin Spandam mit ihrer Teufelskraft schwer verletzt.
Nach dem Kampf beschuldigt er die CP9-Agenten um Rob Lucci und ächtet sie, so dass diese fliehen mussten. Jedoch verlor er seinen Titel und wurde zum Agenten degradiert. Während des Vorfalls auf Dress Rosa befand sich Spandam dort zusammen mit dem rehabilitierten CP0-Agenten Lucci.

#### Rob Lucci
ロブ・ルッチ   Robu Rucchi   30 Jahre
Rob Lucci ist das stärkste Mitglied der ehemaligen CP9, ein Mitglied zur CP0 und gehört zur Leibwache der Weltaristokraten. Er hat von der Katzenfrucht des Modells Leopard gegessen, weswegen er sich in einen Leopardenmenschen verwandeln kann. Wie alle CP9-Agenten beherrscht er die Formel 6 und kann dank seiner Teufelskraft jede Formel verstärken.
Lucci ist kaltblütig, skrupellos und mordlüstern. Aus diesem Grund war er in der CP9, weil sie ihm eine Befugnis zum Töten erteilt hat. Schon als Teenager war er berüchtigt für diese Kaltblütigkeit. Dies zeigte sich besonders bei einer Geiselnahme in einem Königreich der Weltregierung. Eine Piratenbande nahm dort mehrere Geiseln. Um die Piraten festzunehmen und ihnen ihr Druckmittel zu entreißen, tötete er alle Geiseln, bevor er sich den Piraten zuwandte.
Seitdem trägt er eine Narbe in Form der Flagge der Weltregierung auf dem Rücken, die durch den Gebrauch von Kanonenkugeln der Piraten verursacht wurden. Weitere Markenzeichen sind ein Zylinder und eine Taube namens Hattori, die Lucci stets begleitet. Lucci nutzt sie als Figur für seine Bauchrednerkunst, um so den Eindruck zu erwecken, dass er nicht sprechen kann.
Um an Informationen über eine antike Waffe für Spandam zu kommen, infiltrierte er mit seinen Kollegen Ecki und Kalifa die Galeera Company auf Water Seven, da vermutet wird, dass der ehemalige Schiffszimmermann Tom die Pläne der Waffe an seinen Schüler Eisberg vermachte, der der Geschäftsführer der Galeera Company ist. Das Eintreffen der Strohhutbande erwies sich dabei als Glücksfall, da man ihnen die Schuld der Attentate geben konnte, zumal sich mit Nico Robin ein zusätzliches Druckmittel auf Water Seven befand. Nachdem Rob Lucci, Ecki, Kalifa und ihr weiterer Kollege Bruno sicher waren, ihren Auftrag ausgeführt zu haben, kehrten sie mit der festgenommenen Nico Robin zurück nach Enies Lobby.
Dort kommt es dann zum Kampf mit Ruffy, der Robin befreien möchte. Ruffy zeigte hier erstmals seine Gear-Techniken, mit denen er Rob Lucci besiegen konnte. Nach der Niederlage der CP9 gegen die Strohhutbande wurden die Agenten geächtet und befanden sich seither auf der Flucht. Nach dem Zeitsprung war er jedoch rehabilitiert und Mitglied der neuen Geheimorganisation CP0. Beim Vorfall in Dress Rosa war er als Beobachter dort. Bei der Reverie wenig später wurde Lucci zur Leibwache des Weltaristokraten Sankt Charlos abkommandiert. Als dieser versuchte, Prinzessin Shirahoshi zu versklaven, wollte ihr Vater Neptun sie schützen, was Lucci als Anlass nehmen wollte, den König der Fischmenscheninsel zu töten, jedoch konnte der Weltaristokrat Sankt Miosgard, dessen Leben einst von Neptuns Frau Otohime gerettet wurde, dies und schlimmeres verhindern.

### Hody Jones
ホーディ・ジョーンズ   Hōdi Jōnzu   30 Jahre
Hody Jones ist ein Fischmensch und Kapitän der Neuen Fischmenschenpiraten. Hody ist ein Rassist, seine Weltanschauung übernahm er von Arlong. Wie Arlong sieht er die Fischmenschen als überlegene Spezies, die über alle anderen herrschen sollen. Im Gegensatz zu seinem Vorbild beschränkt sich sein Hass aber nicht auf Menschen, sondern auch auf Fischmenschen die in Frieden mit den Menschen leben wollen.
So begann er nach seinem Dienst in der Neptun-Armee, Fischmenschen zu terrorisieren und zu töten, die Menschen Blut gespendet haben. Hody und seine Mannschaft gingen sogar so weit, die Königin der Fischmenschen, Otohime, zu ermorden, die die Versöhnung zwischen Menschen und Fischmenschen als Lebensaufgabe hatte und verbrannte wichtige Dokumente, die dies beinahe sogar bewerkstelligt haben. Um seine Kraft zu steigern, nahm er Steroide in Form von Pillen zu sich, ohne zu wissen, dass sie seinem Körper sehr schaden.
Als die Strohhutbande die Fischmenscheninsel erreicht kommt es gerade zu einem von ihm verursachten Aufstand. Hierbei verbündete sich Jones mit dem Fischmenschenpiraten Van der Decken IX., der die Prinzessin Shirahoshi heiraten will und nimmt König Neptun sowie seine drei Söhne, Shirahoshi und Jinbei gefangen. Bevor Hody Jones sein Ziel jedoch erreichen kann, erklärt ihm die Strohhutbande den Krieg. Obwohl Jones’ Armee aus über 100.000 Soldaten bestand (bestehend aus Gefolgsleuten und menschlichen Sklaven und Van der Decken IX.) gelang es Ruffy und seiner Mannschaft Jones zu besiegen. Sie wurden ins Gefängnis geworfen, wo der Steroidmissbrauch seinen Tribut forderte, Jones und seine Mannschaft sind sehr stark gealtert.

### Caesar Crown
シーザークラウン   Shīzā Kuraun   40 Jahre
Caesar Crown (auch als Caesar Clown übersetzbar) ist ein Wissenschaftler und ein ehemaliger Kollege von Dr. Vegapunk. Er hat von der Gasfrucht gegessen und kann sich so komplett in Gas verwandeln. Er hat ein Kopfgeld von 300 Millionen Berry.
Caesar Crowns Charakter ist sadistisch, hinterhältig und rücksichtslos. Schon vier Jahre vor den Geschehnissen mit der Strohhutbande arbeitete er mit Vegapunk an Massenvernichtungswaffen, die er und seine Kollegen für zu gefährlich hielten und sie ihn verhindern wollten, da Caesars Waffen auch Unschuldige treffen konnten, was diesem egal war. Auch für den Vorfall von Punk Hazard wies es er jede Schuld von sich.
Als Vegapunk Caesar Crown aus seinem Team entließ, zündete dieser eine Vorrichtung, welches auf der ganzen Insel Giftgas verteilte und diese unbewohnbar machte. Caesar Crown wurde daraufhin verhaftet, konnte aber fliehen. Daraufhin kehrte er zurück nach Punk Hazard und führte seine Studien unter dem Schutz des Samurai Don Quichotte de Flamingo weiter. Das ausgesetzte Giftgas sammelte er mithilfe seiner Teufelskraft und konnte so das Gasmonster Smiley erschaffen. Außerdem entführte er einige Kinder für Wachstumsexperimente und machte sie mit Süßigkeiten gefügig, die das hochgradig süchtig machende Aufputschmittel NHC 10 enthielten. Mit seinen Forschungen konnte Caesar das SAD herstellen, womit die Produktion von künstlichen Teufelsfrüchten möglich ist. Außerdem gestattete er Trafalgar D. Water Law im Austausch für sein Herz einen längeren Aufenthalt auf Punk Hazard.
Doch als die Strohhutbande auf Punk Hazard landet und so für Chaos sorgt, verdächtigt er Law die Strohhutbande infiltriert zu haben. Also ließ er sie und den ebenfalls gelandeten Smoker inhaftieren. Doch diese entkamen und schaffen es ins Labor zu kommen, weswegen Caesar das Giftgas freiließ. Als Brownbeard, der ebenfalls von ihm als Versuchskaninchen missbraucht wurde, versuchte die Anwesenden im Labor vor Caesar Crown zu warnen, wurde er verlacht, da sich Caesar Crown stets als Held und Visionär präsentierte. So war es kein Wunder, dass das Giftgas mehr Opfer forderte. Im Kampf konnte Ruffy Caesar Crown besiegen. Um sich selbst und seinen Ruf zu schützen, sollten zwei Untergebene De Flamingos Caesar retten, doch der Plan scheiterte. Caesar Crown befand sich nun in der Hand der Allianz von Law und Ruffy. Law forderte von De Flamingo den Rückzug als Samurai für die Übergabe von Caesar. Der Austausch sollte in Green Bit auf der Insel Dress Rosa stattfinden, doch dieser wurde durch die dort ansässigen kämpfenden Fische verzögert. Caesar Crown wurde deswegen das Herz von Law entnommen, damit dieser nicht fliehen und den Strohhüten gegen die Fische helfen soll. Da De Flamingo seinen Rücktritt als Samurai jedoch nur vorgetäuscht hat, platzte die Vereinbarung. Als deshalb ein Kampf zwischen Law und De Flamingo entbrannte, konnte ein Teil der Strohhüte mit Caesar Crown zur Insel Zou fliehen.

### Charlotte Katakuri
シャーロット・カタクリ   Shārotto Katakuri   48 Jahre
Charlotte Katakuri ist der zweitälteste Sohn und das dritte Kind von Big Mom. Sein Observationshaki ist so stark entwickelt, dass er in der Lage ist, einige Augenblicke in die Zukunft zu sehen. Auf Whole Cake Island innerhalb der Spiegeldimension von Bruleé seiner Schwester haben er und Ruffy einen erbitterten Kampf geführt. Beide waren in etwa gleichstark, doch Katakuri hat verloren oder eher subtil aufgegeben, da er Ruffys Willen nicht stoppen konnte, und der Kampf ewig dauern würde. Ruffy setzte seinen Fedora auf den Mund Katakuris, da dieser sonst sichtbar sein könnte. Hierzu ist es wichtig zu wissen, dass Katakuri seinen Mund sonst mit einem Schal bedeckt, aufgrund seines übergroßen Mundes mit Reißzähnen.

## Freunde

### Kaya
カヤ   Kaya   19 Jahre
Kaya ist ein Mädchen aus dem Dorf Syrop auf Gecko Island im East Blue. Sie ist Medizinstudentin und die Tochter reicher Eltern, die allerdings vor Beginn der Handlung verstarben. Aufgrund dessen erbte sie deren Vermögen und Besitztümer.
Aufgrund des Todes ihrer Eltern wurde Kaya immer kränker und schwächer. Sie wurde von ihren Butlern Beauregard und Lämmchen gepflegt und versorgt. Ihre einzige Freude im Leben waren die Geschichten, die Lysop ihr erzählte. Dies wurde von Beauregard mit Argwohn betrachtet, der Lysop immer wieder fortjagte und ihm sogar Hausverbot erteilte, was ihn jedoch nie davon abhielt, Kaya von Zeit zu Zeit zu besuchen und ihr weiter Geschichten zu erzählen.
Als Lämmchen jedoch eines Tages verwundet auf dem Boden lag, wurde klar, dass Beauregard der vermeintlich tote Pirat Käpt’n Black war, der einen jahrelangen Plan verfolgte, das Vermögen der Familie zu übernehmen und alle Zeugen zu beseitigen. Während des Kampfes zwischen Black mit seiner Bande gegen die Strohhutbande war sie sogar bereit, ihre Besitztümer an Black zu überschreiben, damit keiner mehr verletzt oder getötet würde, was Black jedoch nicht davon abhielt, sie und sämtliche Mitwisser zu töten. Doch Ruffy besiegte Black und konnte so das Dorf retten. Zum Dank schenkten Kaya und Lämmchen der Strohhutbande die Flying Lamb.
Nach Lysops Abreise entschied sich Kaya zu einem Medizinstudium, um Lysop nach seinem großen Abenteuer zu verarzten und weitere Geschichten von ihm zu hören.

### Nefeltari Vivi
ネフェルタリ・ビビ   Neferutari Bibi   18 Jahre
Vivi ist die Prinzessin des Wüstenkönigreichs Alabasta. Sie ist eine sehr mitfühlende und sensible Person, hat aber von ihrem Vater schon früh politisches Verständnis gelernt: So konnte sie schon als Kind bei angespannten Situationen einen kühlen Kopf bewahren, wie man auf der Konferenz der Könige sehen konnte, als sie von König Wapol geschlagen wurde.
Sie benutzt eine Waffe namens Kujacky Slasher, ein scharfes Pendel an einer Schnur, die sie an ihrem kleinen Finger trägt.
Einst war sie unter dem Namen Miss Wednesday mit ihrem Leibwächter Igaram alias Mister 8 Mitglied der Baroque-Firma. Sie tat dies, um die Firma auszuspionieren und damit deren Pläne von der Eroberung von Alabasta vereiteln zu können.
Sie ist eine ehemalige Mitstreiterin der Strohhutbande und hat mit den Strohhüten Alabasta vor der Baroque-Firma retten können. Sie hat sich dann entschieden, am Wiederaufbau des Landes mitzuarbeiten und es zu regieren, so dass sie schweren Herzens nicht mit der Crew weitersegeln konnte. Immer bei ihr ist ihre treue Rennente Karuh.

### Bon Curry
ベンサム   Bensamu   32 Jahre
Der Transvestit Bon Curry war ursprünglich als Mister 2 Mitglied der Baroque-Firma. Er trifft zufällig auf die Strohhutbande und freundet sich mit ihnen an, ohne dass sie einander erkennen. Bei diesem Treffen berührt er die Strohhüte, weshalb er durch seine Teufelskraft in der Lage ist sich in jeden von ihnen zu verwandeln, mit Ausnahme Sanjis, der zu der Zeit in der Kombüse der Flying Lamb war. In Alabasta wird er vom Schiffskoch der Strohhutbande besiegt, hilft der Strohhutbande im Anschluss aber vor der Marine zu fliehen, indem er sich für sie opfert.
Bei Ruffys Einbruch in Impel Down trifft er erneut auf Bon Corry, der ihm hilft weiter zu Ace vorzudringen. Nachdem Ruffy von Magellan vergiftet worden ist, bringt Bon Curry ihn zu seinem Vorbild Emporio Ivankov, der Ruffy das Leben rettet.
Beim anschließenden Ausbruch opfert Bon Curry sich, indem er im Impel Down zurückbleibt, um das Tor der Gerechtigkeit zu öffnen und den Anderen so die Flucht zu ermöglichen. Zwei Jahre später hat er Emporio Ivankovs Platz eingenommen und ist er der neue Anführer der Newkama im Level 5.5 des Impel Down.

### Okta
はっちゃん   Hacchan   38 Jahre
Okta ist ein Oktopus-Fischmensch, ein ehemaliger Kommandant der Arlong-Bande und heutiger Besitzer eines Tako-yaki-Restaurants. Dadurch, dass er ein Oktopus-Fischmensch ist, hat er sechs Arme und die Fähigkeit, Tinte zu spucken. Okta ist schusselig und beeinflussbar, jedoch im Grunde ein nettes Wesen. Nur unter Arlong zeigte sich seine Aggressivität. Okta ist ein guter Schwertkämpfer und verliebt in den weiblichen Oktopus-Fischmensch Oktapako, die ihn ständig abweist.
Schon als Kind träumte er wie viele andere Fischmenschenkinder von einem Besuch im Vergnügungsparkviertel des Sabaody Archipels, deren Zutritt für Fischmenschen verboten ist. Bei einem seiner Erkundungen rettete er den ehemaligen Vizekapitän Silvers Rayleigh und freundete sich mit ihm an. Später trat er der Arlong-Bande bei, wo er von Arlongs rassistischer Weltanschauung beeinflusst wurde. Diese Bande trat dann später der Sonnenpiratenbande unter Fisher Tiger bei. Nach Tigers Tod wurde die Bande gesplittet und Okta ging mit Arlong in den East Blue, wo er dessen Pläne unterstützte und als Kommandant fungierte.
Dort war er u. a. verantwortlich für die Pflege des Maskottchen Muh-Kuh und dem Transport von wichtigen Gästen rund um die Insel Konomi. Trotz seines freundlichen Charakters tyrannisierte er die dortige Bevölkerung. Bei der Stürmung des Arlong Parks durch die Strohhutbande kämpfte er gegen den angeschlagenen Zorro und verlor gegen ihn, obwohl er mit sechs Schwertern kämpfte. Nach der Niederlage Arlongs wurde er zusammen mit seinen Kameraden von der Marine verhaftet.
Im Gegensatz zu den anderen Kommandanten Kiss und Schwarzgurt gelang Okta die Flucht vom Marineschiff und begann ein neues Leben, wo seine freundliche Art wieder zum Vorschein kam. So rettete er einen gestrandeten Mann und bekam dafür einen Ring, der im Besitz einer Meeresprinzessin war und von Okta zurückgegeben wurde. Außerdem rettete Okta einen Pandahai vor dem Angelhaken und die Meerjungfrau Kamy sowie den Seestern Pappag vor einem Seekönig. Er tauschte Kamy und Pappag gegen eine Schatzkarte von der Makro-Bande, die ebenfalls zur ehemaligen Sonnen-Piratenbande gehörten. Der Schatz war jedoch wertlos und so machte er den Tausch rückgängig. Dennoch fand Okta den Schatz und tauschte ihn gegen Kochutensilien, womit er Tako-Yakis für eine Unterwasserstadt zubereitete. Als Dank schenkten die Einwohner ihm ein Schiff, womit er seinen langgehegten Traum erfüllte und ein Tako-yaki-Restaurant eröffnete (was eine gewisse Ironie darstellt, da Tako-yaki aus Oktopusfleisch gemacht werden), wo Kamy und Pappag als Bedienung arbeiten.
Oktas Leben schien geregelt, als er von der Makro-Bande gefangen und an Sklavenhändler verkauft werden sollte. Kamy und Pappag holten Hilfe in der Form der Strohhutbande, die ihm aufgrund der Vorfälle auf Konomi nicht helfen wollten, Ruffy sich aber, in Vorfreude auf Tako-yakis, für die Rettung Oktas entschied. Zum Dank bekochte er die Bande und wollte sie zu einem Beschichter auf dem Sabaody Archipel bringen, damit die Thousand Sunny für die Reise zur Fischmenscheninsel vorbereitet werden konnte. Okta und Kamy mussten sich dafür verkleiden, doch bevor sie den Architekten aufsuchten, besuchten sie, um Okta und Kamy den Traum wahr zu machen, einmal Spaß im Vergnügungspark des Sabaody Archipels zu haben. Dabei wird Kamy jedoch von Sklavenhändlern gefangen. Okta und die Strohhutbande machten sich auf die Suche und kamen schließlich in den Human Shop, wo auch Weltaristokraten anwesend waren. Durch die Ungeduld Ruffys verlor Okta seine Tarnung und wurde von St. Charlos, einem der Weltaristokraten, der Kamy zuvor gekauft hat, angeschossen. Okta glaubt zu sterben und bereut seine Taten in Konomi, woraufhin er Nami um Verzeihung bittet, was diese ihm gewährt. Dies hat zur Folge, dass Ruffy Charlos schlägt und so die Involvierung eines Marineadmirals auslöst.
Die Strohhüte können mit Kamy und Okta zu Silvers Rayleigh fliehen, der die Thousand Sunny beschichten soll. Okta verbringt die Genesungszeit bei Silvers Rayleigh und sieht die Strohhutbande erst zwei Jahre später auf der Fischmenscheninsel wieder, wo er prompt wieder von Hody Jones und Van der Decken IX schwer verletzt wurde, was zu einer erneuten Schlacht führte, bei der Ruffy die Fischmenscheninsel vor einem Putschversuch durch die Neue Fischmenschenbande bewahrte.

### Kinemon
錦えもん   Kin'emon   36 Jahre
Kinemon ist ein Samurai von der Insel Wa No Kuni von 20 Jahren davor. Verschiedene Mitglieder der Strohhüte treffen auf Punk Hazard auf einzelne seiner Körperteile, die von Trafalgar D. Water Law getrennt worden waren. Nachdem sein Körper wieder zusammengesetzt worden ist, arbeitet er mit der Strohhutbande zusammen, um die entführten Kinder zu retten, unter denen sich auch sein Sohn befindet. Beide begleiten die Strohhutbande nach Dress Rosa, um den befreundeten Samurai Kanjuro zu retten, welcher von den Don Quichotte Piraten entführt wurde.

## Revolutionäre

### Monkey D. Dragon
モンキー・D・ドラゴン   Monkī Dī Doragon   55 Jahre
Monkey D. Dragon ist der Vater von Ruffy sowie der Sohn von Garp. Als Anführer der Revolutionäre gilt er als meistgesuchter Feind der Weltregierung und wurde so das Ziel von Angriffen und Attentaten der Weltregierung. Seine linke Gesichtshälfte ist mit einer Tätowierung verziert.
Dragon scheint in der Lage zu sein, das Wetter zu kontrollieren. Sein Ziel besteht darin, die Weltregierung zu stürzen. Mit diesem idealistischen Traum konnte er eine Armee aufbauen und zahlreiche Königreiche überzeugen oder einnehmen. Seine Inspiration stützte er auf eine Aussage Sabos, einem ihm unbekannten Jungen aus dem Adel seiner Heimat Goa im East Blue und Freund von Ruffy, der sich seiner Abstammung so sehr schämte, dass Dragon befürchtete, dass diese Dekadenz die ganze Welt einnehmen könnte und hat daher beschlossen, die Welt zu ändern.
Zu seinem Sohn hat er bislang kaum eine Beziehung aufbauen können. Zu einer kurzen Begegnung kam es in Lougetown, als Dragon seinen Sohn vor der Festnahme durch den Marinekapitän Smoker bewahren konnte. Ruffy konnte ihn jedoch nicht sehen, da Smoker Ruffys Gesicht auf die Straße drückte.

### Emporio Ivankov
エンポリオ・イワンコフ   Enporio Iwankofu   53 Jahre
Emporio Ivankov ist ein hohes Mitglied der Revolutionsarmee und König der Transvestiten. Er besitzt die Teufelskraft der Hormon-Frucht, womit er damit verschiedene Hormone erzeugen und in den eigenen oder andere Körper injizieren kann. Dadurch hat er die Möglichkeit, mit den Hormonen das Geschlecht der Menschen nach Belieben zu verändern, kann jedoch auch Heilungs- oder Wachstumshormone injizieren. Ivankov ist zudem in der Lage, zwischen dem männlichen und dem weiblichen Geschlecht hin und her zu transformieren.
Ivankov ist eine sehr schrille und extrovertierte Person. Er liebt Partys und öffentliches Auftreten, was im Kontrast zu seiner Position in der Revolutionsarmee steht. Zu seinem Markenzeichen gehört es, Menschen zu verwirren, indem er einen physischen Schaden beklagt, nur um hinterher das komplette Gegenteil zu behaupten. Er schminkt sich sehr stark. Mit seinen großen Augenwimpern kann er zwei starke Angriffstechniken ausführen, den Hell Wink und den Death Wink.
Er ist in Impel Down gefangen, floh dort aber in ein geheimes Stockwerk, in dem er mit anderen Gefangenen ein normales Leben führt. Der von Magellan vergiftete Ruffy wird von Bentham zu Ivankov gebracht, da ihm sonst niemand mehr helfen kann. Durch seine Hormone kann er Ruffy im Gegenzug von zehn Jahren dessen Lebens vor dem Tod retten. Ivankov lehnt den Ausbruch erst ab. Erst nachdem er erfahren hat, dass Ruffy Dragons Sohn ist, hält er diesen aber auch für Aces Vater und erwartet sein Eingreifen in die Schlacht von Marineford. Er unterstützt Ruffy deshalb bei der Flucht und im Krieg.
Nach der Schlacht kehrt er auf seine Heimatinsel Momoiro Island zurück, auf der sich inzwischen Sanji befindet.
Ivankovs Aussehen ist laut Eiichiro Oda an die Figur Dr. Frank N. Furter aus dem Kinofilm The Rocky Horror Picture Show angelehnt, während sein Verhalten dem des japanischen Synchronsprechers Norio Imamura ähnelt, der bis zu seiner Verhaftung auch die Stimme Ivankovs war.

### Inazuma
イナズマ   Inazuma   29 Jahre
Inazuma arbeitet unter Emporio Ivankov für die Revolutionsarmee und ist wie er ein Transvestit. Er hat von der Scherenfrucht gegessen, weshalb er seine Hände in Scheren verwandeln und damit alles wie Papier schneiden kann, selbst härteste Materialien wie Holz oder Metall.
Inazumas Aussehen ist sehr kontrastreich, er trägt einen Mantel, der wie seine Haarfarbe auf der linken Hälfte orange und auf der rechten weiß ist, dazu trägt er eine Fliege, die zur Hälfte rot und anderen Hälfte gelb ist, sowie eine rot-blaue Sonnenbrille. Er trägt eine blitzförmige Narbe über und unter seinem rechten Auge. Inazuma trägt zudem immer ein volles Weinglas in der linken Hand mit sich herum. Ebenso wie Ivankov kann er nach Belieben zwischen dem männlichen und dem weiblichen Geschlecht hin und her wechseln. Aufgrund seiner Teufelskraft wird er von Ruffy Krebs-Chan genannt.
Zu der Zeit, als Ivankov im Unterwassergefängnis Impel Down inhaftiert war und sich im Level 5.5 versteckte, war Inazuma an seiner Seite. Inazuma war es, der Bentham und Ruffy vor dem sicheren Tod durch Magellans Gift, der extremen Kälte und den gefräßigen Schneewölfen in Level 5 gerettet hat. Auch beteiligt er sich am Ausbruch aus dem Gefängnis, bei dem er allerdings von Magellan erwischt und vergiftet wurde. Auf dem Marineschiff, dass die Ace-Allianz zur Schlacht von Marineford bringen soll, wird er medizinisch versorgt und überlebt vorerst. Er nimmt daraufhin passiv an der Schlacht teil und wird von Ivankov in dessen üppigem Haar transportiert. Mit seinen Teufelskräften ebnet er für Ruffy den Weg zum Schafott, wo sich Ace befindet, indem er einen Steinweg zerschneidet und ihn aufs Schafott schmeißt. Nach der Schlacht folgt er Ivankov zurück in das Newkama-Königreich.

### Sabo
サボ   Sabo   22 Jahre
Sabo wurde in seinen Kindertagen ein Freund von Ruffy und Ace. Seine Familie gehört zum Adel der Hauptstadt des Königreichs Goa und lebt in der exklusiven Oberstadt. Sabo hat einen wilden und unbändigen Charakter und sehnt sich nach der Freiheit, die ihm nur das Leben eines Piraten bieten könnte. Deswegen kommt er ständig in einen Konflikt mit seinen Eltern, die in ihm nur eine Gefahr für ihre hohe soziale Stellung und einen weiteren Aufstieg in höhere Strukturen sahen.
Wie es dazu kam, dass er Ace kennenlernte und sich mit ihm befreundete ist nicht genannt. Zusammen sammeln sie allerdings gestohlenes Geld im Grey Terminal, dem großen Müllberg der Stadt. Sabo und Ace sind im selben Alter (13) und damit ist Sabo auch drei Jahre älter als Ruffy. Genauso wie Ace konnte auch Sabo Ruffy und seine weinerliche Art zunächst nicht leiden. Erst nachdem Ruffy deren Versteck entdeckt hatte und trotz tagelanger Folter durch den Piraten Porcemi, der zu der Bande von Bluejam gehörte, weder die beiden Jungs noch deren Versteck verraten hatte, befreiten sie ihn und schlossen anschließend Blutsbrüderschaft.
Die drei verbrachten viel Zeit am Mount Corbo und im Grey Terminal. Eine Zeit lang blieb ihre Freundschaft ungetrübt, bis Sabo von Bluejam und der Stadtwache der Hauptstadt zurück zu seinen Eltern gebracht wurde. In der Zwischenzeit adoptierten seine Eltern ein anderes Adelskind namens Shelley, der sich als geeigneter für das Leben am Hofe erweist. Doch der erzählte Sabo, dass der Grey Terminal aufgrund eines bevorstehenden Besuches eines Weltaristokraten verbrannt werden solle. Um Ace und Ruffy zu warnen, reißt er erneut aus und versucht erfolglos zum Müllberg zu kommen. Dabei stieß er auf Monkey D. Dragon. Sabos Wut über seine Abstammung beeindruckt Dragon, sodass er beschließt, die Welt zu ändern, was auf die spätere Gründung seiner Revolutionären-Armee hinweist.
Sabo beschließt daraufhin, zur See zu fahren, um Pirat zu werden. Dabei wählte er einen schicksalhaften Zeitpunkt, nämlich die Ankunft der Weltaristokraten im Königreich Goa. Ohne Vorwarnung eröffnet der erboste Weltaristokrat das Feuer auf Sabos kleines Boot und versenkt es. Sabo galt daher als verstorben.
Auf Dress Rosa gibt er sich Ruffy als lebendig zu erkennen. Inzwischen ist er ein Angehöriger der Revolutionäre. Damit Ruffy, der sich gerade als Ruby im Kolosseum in einem Kampfturnier um die Feuerfrucht befindet, seinen Freunden im Kampf gegen den Samurai Don Quichotte de Flamingo beistehen kann, übernimmt er seinen Platz im Turnierfinale. Während diesem gelingt es ihm, die Feuerfrucht an sich zu nehmen und zu verspeisen. Später stellt er sich Fujitora ihm in den Weg und kämpft mit ihm, wobei sie aber nach kurzer Zeit aufhören, ohne dass es einen Sieger gibt. Später hindert er Jesus Barges aus der Blackbeard-Bande daran, Ruffy anzugreifen, der durch seinen sehr intensiven Haki-Einsatz im Kampf gegen De Flamingo eine Zeit lang wehrlos ist.
Sabo kommandierte daraufhin einen kleinen Stoßtrupp, welcher die Reverie zum Ziel hatte. Dabei scheint es, dass Sabo und seine Leute den Angriff nicht erfolgreich durchführen konnten. Ob sie dabei gefangen oder getötet wurden oder vielleicht sogar fliehen konnten, ist noch unklar. Bis auf Sabo, der im Kapitel „Neuer Kaiser“ mit Monkey D. Dragon telefonierte.

### Koala
コアラ   Koala   23 Jahre
Koala ist eine ehemalige Sklavin, die von Fisher Tiger, dem Gründer und Kapitän der Sonnen-Piraten, gerettet wurde. Sie segelte mit ihm und seiner Piratenbande, bis sie ihre Heimat erreichte. Jedoch wurde bei ihrer Ankunft Fisher Tiger in einem Hinterhalt der Marine gelockt und tödlich verletzt. Später wurde sie Mitglied der Revolutionäre und ist jetzt einer deren Top-Offiziere.

## Besondere Gruppen

### Fischmenschen und Meermenschen
Die Heimat der Fischmenschen und Meermenschen ist die sogenannte Fischmenscheninsel, die sich am Meeresboden am Fuß der Redline unterhalb des Sabaody-Archipels befindet. Die Fischmenscheninsel wird von vielen Piraten besucht, denn sie liegt bei einer Lücke im Redline-Massiv und diese Lücke bietet für die Piraten die beinahe einzige Möglichkeit von der ersten auf die zweite Hälfte der Grandline zu gelangen.
Die Fischmenschen und Meermenschen können sowohl über Wasser als auch unter Wasser atmen. Fischmenschen und Meermenschen unterscheiden sich zwar in ihrer Gestalt, diese Unterschiede sind aber nicht fix, so können die Kinder von Fischmenschen die Gestalt von Meermenschen haben und umgekehrt. Beide Gruppen sind seit langer Zeit Diskriminierung und Verfolgung ausgesetzt und wurden Opfer von Menschenraub und Versklavung bis in jüngste Zeit und die Weltregierung setzte diesem Treiben kein Ende, sondern protegierte es auch noch, da die Herrscherkaste der Himmelsdrachen der Sklaverei zugetan ist. Einigermaßen Schutz bekamen die Bewohner der Fischmenscheninsel aber schließlich von Whitebeard, einem der Piratenkaiser.
Nach dessen Tod fiel dieser Schutz weg und zugleich kam eine extremistische Gruppe unter dem Fischmenschen Hody Jones zu Macht und Einfluss, die einen unbändigen Hass auf die anderen Menschen hatte. Durch die vorausgegangene Unterdrückung und Verfolgung bekam diese Gruppe Zulauf von zahlreichen Bewohnern der Fischmenscheninsel. Allerdings war ihr Hass so blindwütig, dass er sich auch gegen die Bewohner der Fischmenscheninsel richtete und beinahe zur Zerstörung der Insel geführt hätte. Auf ihrem Weg in die Neue Welt kam die Strohhutbande just zu jener Zeit auf die Fischmenscheninsel und half entscheidend bei ihrer Rettung mit. Seitdem sind die Strohhüte und die Bewohner der Fischmenscheninsel einander eng verbunden und Ruffy, der ja König der Piraten werden will, stellte die Fischmenscheninsel nun unter seinen Schutz.